# Sol
O Sol (do latim sol,  solis) é a estrela central do Sistema Solar. Todos os outros corpos do Sistema Solar, como planetas, planetas anões, asteroides, cometas e poeira, bem como todos os satélites associados a estes corpos, giram ao seu redor. Responsável por 99,86% da massa do Sistema Solar, o Sol possui uma massa 332 900 vezes maior do que a da Terra, e um volume 1 300 000 vezes maior do que o do nosso planeta. A distância da Terra ao Sol é de cerca de 150 milhões de quilômetros ou 1 unidade astronômica (UA). Esta distância varia ao longo do ano, de um mínimo de 147,1 milhões de quilômetros (0,9833 UA), no perélio (ou periélio), a um máximo de 152,1 milhões de quilômetros (1,017 UA), no afélio (que ocorre em torno do dia 4 de julho). A luz solar demora aproximadamente 8 minutos e 18 segundos para chegar à Terra. Energia do Sol na forma de luz solar é armazenada em glicose por organismos vivos através da fotossíntese, processo do qual, direta ou indiretamente, dependem todos os seres vivos que habitam nosso planeta. A energia solar também é responsável pelos fenômenos meteorológicos e o clima na Terra.
É composto primariamente de hidrogênio (74% de sua massa, ou 92% de seu volume) e hélio (24% da massa solar, 7% do volume solar), com traços de outros elementos, incluindo ferro, níquel, oxigênio, silício, enxofre, magnésio, néon, cálcio e crômio. Possui a classe espectral de G2V: G2 indica que a estrela possui uma temperatura de superfície de aproximadamente 5 780 K, o que lhe confere uma cor branca (apesar de ser visto como amarelo, alaranjado ou avermelhado no céu terrestre quando está próximo ao horizonte, o que se deve à dispersão dos raios na atmosfera); O V (5 em números romanos) na classe espectral indica que o Sol, como a maioria das estrelas, faz parte da sequência principal. Isto significa que o astro gera sua energia através da fusão de núcleos de hidrogênio para a formação de hélio. Existem mais de 100 milhões de estrelas da classe G2 na Via Láctea. Considerado anteriormente uma estrela pequena, acredita-se atualmente que o Sol seja mais brilhante do que 85% das estrelas da Via Láctea, sendo a maioria dessas anãs vermelhas.
O espectro do Sol contém linhas espectrais de metais ionizados e neutros, bem como linhas de hidrogênio muito fracas. A coroa solar expande-se continuamente no espaço, criando o vento solar, uma corrente de partículas carregadas que estende-se até a heliopausa, a cerca de 100 UA do Sol. A bolha no meio interestelar formada pelo vento solar, a heliosfera, é a maior estrutura contínua do Sistema Solar.
O Sol orbita em torno do centro da Via Láctea, atravessando no momento a Nuvem Interestelar Local de gás de alta temperatura, no interior do Braço de Órion da Via Láctea, entre os braços maiores Perseus e Sagitário. Das 50 estrelas mais próximas do Sistema Solar, num raio de até 17 anos-luz da Terra, o Sol é a quarta maior em massa. Diferentes valores de magnitude absoluta foram dados para o Sol, como, por exemplo, 4,85, e 4,81. O Sol orbita o centro da Via Láctea a uma distância de cerca de 24 a 26 mil anos-luz do centro galáctico, movendo-se geralmente na direção de Cygnus e completando uma órbita entre 225 a 250 milhões de anos (um ano galáctico). A estimativa mais recente e precisa da velocidade orbital do sol é da ordem de 251 km/s. Visto que a Via Láctea move-se na direção da constelação Hidra, com uma velocidade de 550 km/s, a velocidade do Sol relativa à radiação cósmica de fundo em micro-ondas é de 370 km/s, na direção da constelação da Taça.

## Estrutura solar

Uma ilustração da estrutura do Sol:
1. Núcleo
2. Zona de radiação
3. Zona de convecção
4. Fotosfera
5. Cromosfera
6. Coroa
7. Mancha solar
8. Grânulos
9. Proeminência solar

O Sol, tal como outras estrelas, é uma esfera de plasma que se encontra em equilíbrio hidrostático entre as duas forças principais que agem em seu interior. Em sentido oposto ao núcleo solar, estas forças são as exercidas pela pressão termodinâmica, produzida pelas altas temperaturas internas. No sentido do núcleo solar, atua a força gravitacional. O Sol é uma estrela da sequência principal que contém cerca de 99,86% da massa do Sistema Solar. É uma esfera quase perfeita, com um achatamento de apenas nove milionésimos, o que significa que seu diâmetro polar difere de seu diâmetro equatorial por apenas 10 km, consistindo assim no objeto mais esférico do Sistema Solar.
Como o Sol é uma esfera de plasma, e não é sólido, gira mais rápido em torno de si mesmo no seu equador do que em seus polos. Porém, devido à constante mudança do ponto de observação da Terra, na medida em que esta orbita em torno do Sol, a rotação aparente do Sol é de 28 dias. O efeito centrífuga desta lenta rotação é 18 milhões de vezes mais fraco do que a gravidade na superfície do Sol no equador solar. Os efeitos causados no Sol pelas forças de maré dos planetas são ainda mais insignificantes. O Sol é uma estrela da população I, rico em elementos pesados. O sol pode ter se formado por ondas resultantes da explosão de uma ou mais supernovas. Evidências incluem a abundância de metais pesados (tais como ouro e urânio) no Sistema Solar levando em conta a presença minoritária destes elementos nas estrelas de população II. A maior parte dos metais foram provavelmente produzidos por reações nucleares que ocorreram em uma supernova antiga, ou via transmutação nuclear via captura de nêutrons durante uma estrela de grande massa de segunda geração.
O Sol não possui uma superfície definida como planetas rochosos possuem, e, nas partes exteriores, a densidade dos gases cai aproximadamente exponencialmente à medida que se vai afastando do centro. Mesmo assim, seu interior é bem definido. O raio do Sol é medido do centro solar até o limite da fotosfera. Esta última é simplesmente uma camada acima do qual gases são frios ou pouco densos demais para radiar luz em quantidades significativas, sendo, portanto, a superfície mais facilmente identificável a olho nu.
O interior solar possui três regiões diferentes: o núcleo, onde se produzem as reações nucleares que transformam a massa em energia através da fusão nuclear, a zona radiativa e a zona de convecção. O interior do Sol não é diretamente observável, já que a radiação é completamente absorvida (e reemitida) pelo plasma do interior solar, e o Sol em si mesmo é opaco à radiação electromagnética. Porém, da mesma maneira que a sismologia utiliza ondas geradas por terremotos para revelar o interior da Terra, a heliosismologia utiliza ondas de pressão (infravermelho) atravessando o interior do Sol para medir e visualizar o interior da estrutura solar. Modelos de computador também são utilizados como instrumentos teóricos para investigar camadas mais profundas do Sol.

### Núcleo
Acredita-se que o núcleo do Sol estende-se do centro solar até 0,2 a 0,25 raios solares. O centro do Sol possui uma densidade de até 150 g/cm³, 150 vezes a densidade da água na Terra, e uma temperatura de cerca de 13 600 000 K. Análises recentes da missão SOHO indicam que a rotação do núcleo solar é mais rápida que a do restante da zona de radiação. Atualmente, e durante grande tempo da vida solar, a maior parte da energia produzida pelo Sol é gerada por fusão nuclear via cadeia próton-próton, convertendo hidrogênio em hélio. Menos de 2% do hélio gerado no Sol provém do ciclo CNO. O núcleo solar é a única parte do Sol que produz energia em quantidade significativa via fusão. O restante do Sol é aquecido pela energia transferida do núcleo para as regiões externas. Toda a energia produzida pela fusão precisa passar por várias camadas até a fotosfera antes de escapar para o espaço como luz solar ou energia cinética de partículas.

#### Produção de energia

Diagrama da cadeia próton-próton, o ciclo de fusão nuclear que gera a maior parte da energia do Sol

A fusão de hidrogênio ocorre primariamente segundo uma cadeia de reações chamada de cadeia próton-próton:
4 ¹H → 2 ²H + 2 e+ + 2 νe (4,0 MeV + 1,0 MeV)
2 ¹H + 2 ²H → 2 3He + 2 γ (5,5 MeV)
2 3He → 4He + 2 ¹H (12,9 MeV)
Estas reações podem ser sumarizadas segundo a seguinte fórmula:
4 ¹H → 4He + 2 e+ + 2 νe + 2 γ (26,7 MeV)
O Sol possui cerca de 8,9 x 1056 núcleos de hidrogênio (prótons livres), com a cadeia próton-próton ocorrendo 9,2 x 1037 vezes por segundo no núcleo solar. Visto que esta reação utiliza quatro prótons, cerca de 3,7 x 1038 prótons (ou 6,2 x 1011 kg) são convertidos em núcleos de hélio a cada segundo. Esta reação converte 0,7% da massa fundida em energia, e como consequência, cerca de 4,26 milhões de toneladas métricas por segundo são convertidos em 383 yotta-watts (3,83 x 1026 W), ou 9,15 x 1010 megatoneladas de TNT de energia por segundo, segundo a equação de massa-energia E=mc² de Albert Einstein.
A densidade de potência é de cerca de 194 µW/kg de matéria, e, embora visto que a fusão ocorra no relativamente pequeno núcleo solar, a densidade da potência do plasma nesta região é 150 vezes maior. Em comparação, o calor produzido pelo corpo humano é de 1,3 W/kg, cerca de 600 vezes maior do que no Sol, por unidade de massa.
Mesmo tomando em consideração apenas o núcleo solar, com densidades 150 vezes maior do que a densidade média da estrela, o Sol produz relativamente pouca energia, a uma taxa de 0,272 W/m³. Surpreendentemente, essa potência é muito inferior àquela gerada por uma vela acesa. O uso de plasma na Terra com parâmetros similares ao do núcleo solar é imprático, se não impossível: mesmo uma modesta usina de 1 GW requereria cerca de 5 bilhões (5 mil milhões) de toneladas métricas de plasma.
A taxa de fusão nuclear depende muito da densidade e da temperatura do núcleo: uma taxa um pouco mais alta de fusão faz com que o núcleo aqueça, expandindo as camadas exteriores do Sol, e consequentemente, diminuindo a pressão gravitacional exercida pelas camadas externas e a taxa de fusão. Com a diminuição da taxa de fusão, as camadas externas contraem, aumentando sua pressão contra o núcleo solar, o que novamente aumentará a taxa de fusão fazendo repetir-se o ciclo.
Os fótons de alta energia (raios gamas) gerados pela fusão nuclear são absorvidos por núcleos presentes no plasma solar e reemitidos novamente em uma direção aleatória, dessa vez com uma energia um pouco menor. Depois são novamente absorvidos e o ciclo se repete. Como consequência, a radiação gerada pela fusão nuclear no núcleo solar demora muito tempo para chegar à superfície. Estimativas do tempo de viagem variam entre 10 a 170 mil anos.
Após passar pela camada de convecção até a superfície "transparente" da fotosfera, os fótons escapam como luz visível. Cada raio gama no núcleo solar é convertido em vários milhões de fótons visíveis antes de escaparem no espaço. Neutrinos também são gerados por fusão nuclear no núcleo, mas, ao contrário dos fótons, raramente interagem com matéria. A maior parte dos neutrinos produzidos acabam por escapar do Sol imediatamente. Por vários anos, medidas do número de neutrinos produzidos pelo Sol eram três vezes mais baixas do que o previsto. Este problema foi resolvido recentemente com a descoberta dos efeitos da oscilação de neutrinos. O Sol de fato produz o número de neutrinos previsto em teoria, mas detectores de neutrinos na Terra não detectavam dois terços deles porque os neutrinos mudavam de sabor.

### Zona de radiação

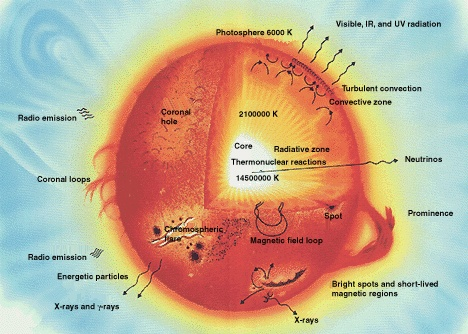
Interior de estrelas similares ao Sol

Entre 0,25 e 0,7 raio solar de distância do centro do Sol, o material solar é quente e denso o suficiente para permitir a transferência de calor do centro para fora via radiação térmica. Convecção térmica não ocorre nesta zona; apesar da temperatura desta região cair à medida que a distância ao centro solar aumenta (de 7 000 000 K para 2 000 000 K), o gradiente de temperatura é menor do que o gradiente adiabático, não permitindo a ocorrência de convecção. Calor é transmitido por radiação — íons de hidrogênio e hélio emitem fótons, que viajam apenas uma pequena distância antes de serem reabsorvidos por outros íons. A densidade cai 100 vezes (de 20 g/cm³ para 0,2 g/cm³) do interior para o exterior da zona de radiação.
Entre a zona de radiação e a zona de convecção existe uma camada de transição chamada de tacoclina. Esta é uma região onde a mudança súbita de condições entre a rotação uniforme da zona radiativa e a rotação diferencial da zona de convecção resulta em grande tensão de cisalhamento — uma condição onde camadas horizontais sucessivas escorregam umas sobre as outras. A moção do fluido na zona de convecção gradualmente desaparece do topo do tacoclina até a parte inferior desta camada, adquirindo as mesmas características calmas da zona de radiação. Acredita-se que um dínamo magnético dentro desta camada gera o campo magnético solar.

### Zona de convecção
A zona de convecção é a camada externa do Sol, que ocupa a região entre 0,7 raios solares do centro (200 000 km abaixo da superfície solar) até a superfície. Nesta região, o plasma solar não é denso ou quente o bastante para transferir o calor do interior do Sol para fora via radiação — em outras palavras, não é opaco o suficiente. Como resultado, convecção térmica ocorre na medida em que colunas térmicas carregam material quente para a superfície solar. Quando a temperatura deste material cai na superfície, o material cai na direção da base da zona de convecção, onde recebe calor do topo da zona de radiação, recomeçando o ciclo novamente. Na superfície solar, a temperatura cai para 5 700 K, e a densidade, para 0,2 g/m³ (cerca de 1/10 000 da densidade do ar ao nível do mar).
As colunas térmicas na zona de convecção formam características físicas na superfície do Sol, na forma de grânulos solares e supergranulação. Tais grânulos são os topos de células de convecção, estas possuindo cerca de 1 000 km de diâmetro.
A convecção turbulenta desta parte do interior solar gera um pequeno dínamo magnético que produz pólos norte e sul magnéticos em toda a superfície do Sol. As colunas térmicas são células de Bénard, e portanto, tendem a serem prismas hexagonais.

### Fotosfera

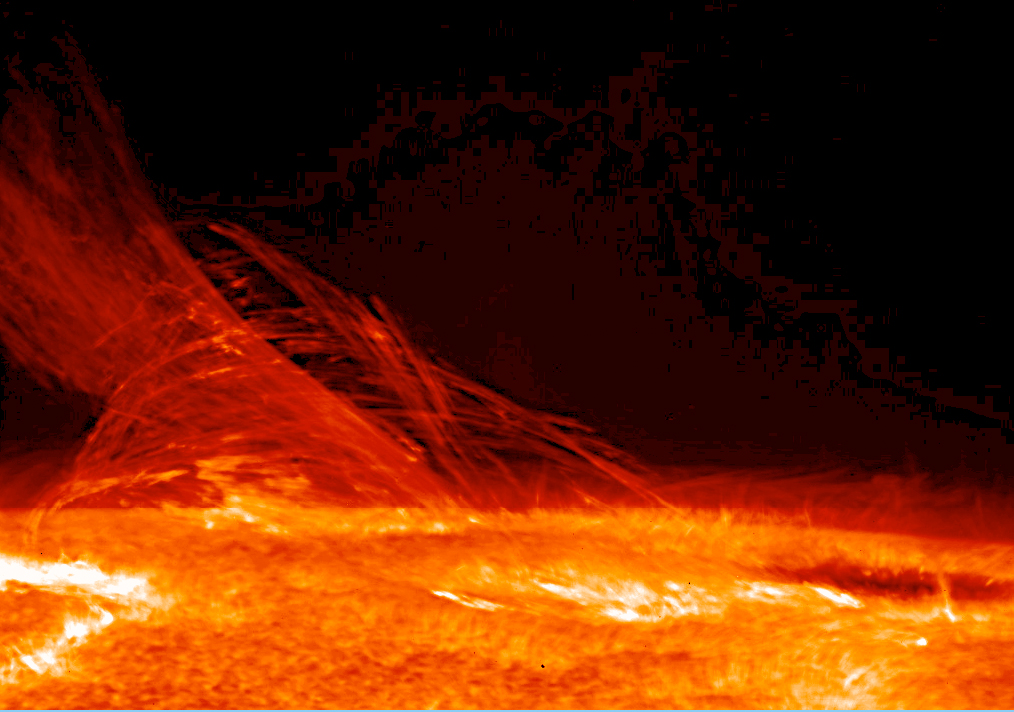
Imagem do satélite artificial Hinode, de 12 de janeiro de 2007, revelando a natureza filamentar do plasma conectando regiões de diferentes polaridades magnéticas

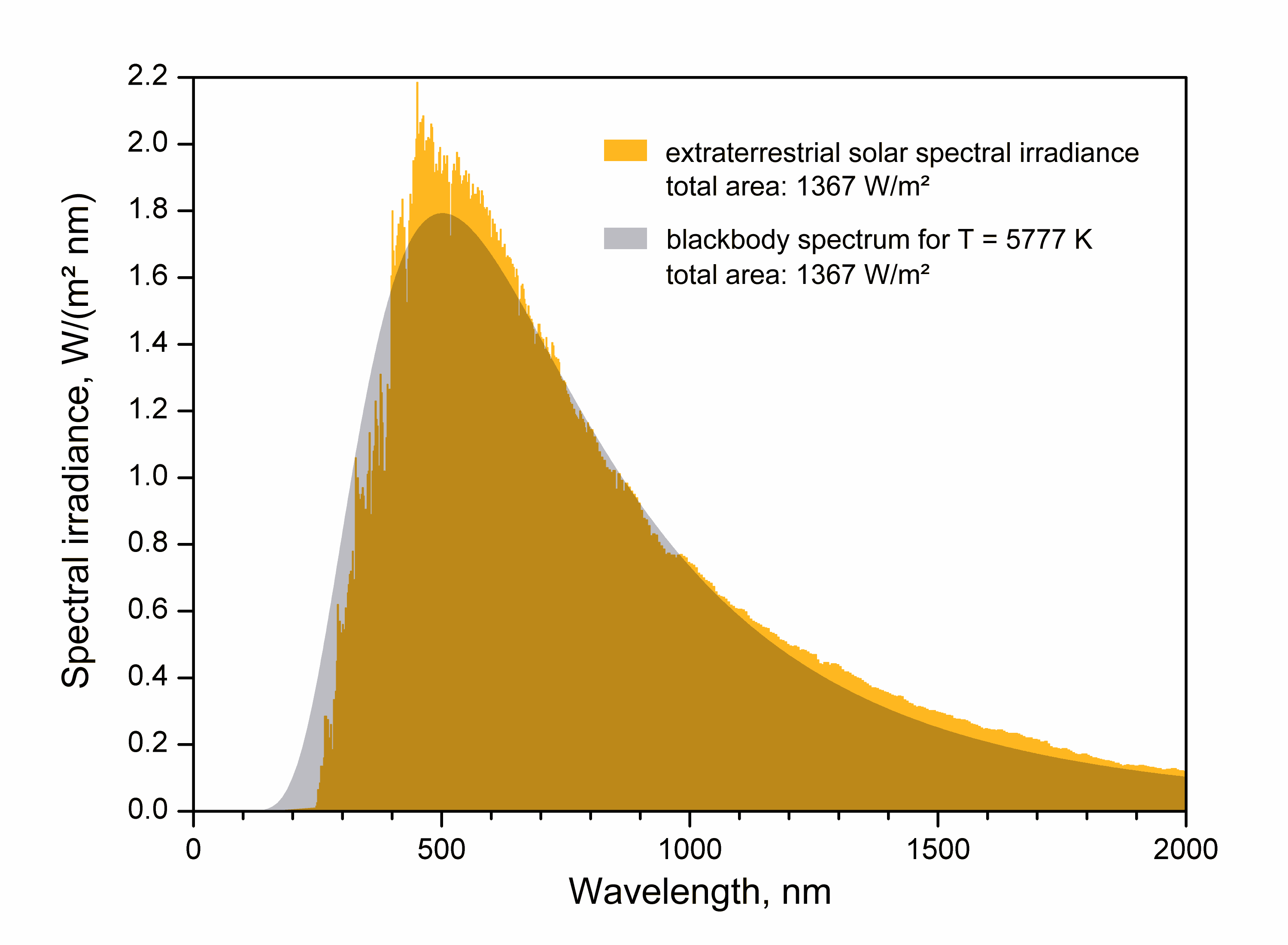
A temperatura efetiva (a temperatura que um corpo negro do mesmo tamanho precisa ter para emitir a mesma potência) do Sol é de

A superfície visível do Sol, a fotosfera, é a camada sob a qual o Sol torna-se completamente opaco à luz visível. Visto que as camadas superiores à fotosfera também não são opacas à luz visível, a fotosfera é região mais funda do sol que pode ser observada. Nesta, e acima desta camada, luz visível é livre para propagar-se para o espaço, escapando do Sol totalmente. A mudança de opacidade acontece com a diminuição da abundância de íons de hidrogênio (H−), que absorvem luz visível facilmente. A luz visível é produzida por eléctrons que reagem com átomos de hidrogênio, produzindo íons H−.
Estima-se que a espessura da fotosfera meça algo entre dezenas a centenas de quilômetros, sendo um pouco menos opaca que o ar na atmosfera terrestre. Devido ao fato de que a parte superior da fotosfera é mais fria do que a parte inferior, uma imagem do Sol aparenta ser mais brilhante no centro do que nas laterais do disco solar, fenômeno conhecido como escurecimento de bordo. O espectro de corpo negro da luz solar indica uma temperatura média de 5 775 K (ou 5 502 °C), misturada com linhas de absorção atômicas das camadas tênuas acima da fotosfera. A densidade de partículas da fotosfera é de ~1023 m−3, aproximadamente 1% da densidade de partículas da atmosfera terrestre ao nível do mar. Nesta temperatura, a emissão de luz na fotosfera ocorre em todas as bandas do espectro luminoso, dando ao Sol uma cor branca, que aparenta ser amarela no céu terrestre devido à dispersão da luz na atmosfera terrestre, mais acentuada nos comprimentos de onda azul. A mesma dispersão causa a cor azul característica do céu terrestre.
Durante os primeiros estudos do espectro óptico da fotosfera, algumas linhas de absorção encontradas não correspondiam a nenhum elemento químico encontrado na Terra. Em 1868, Norman Lockyer hipotetizou que estas linhas eram causadas por um elemento químico não descoberto, que Lockyer chamou de "hélio", em referência ao Deus grego Hélio. O Hélio seria isolado na Terra 25 anos mais tarde. A camada externa do sol é carregada com finos fios magnéticos carregados com plasma de milhões de graus.

### Atmosfera

Durante um eclipse total do Sol, a coroa Solar pode ser vista a olho nu

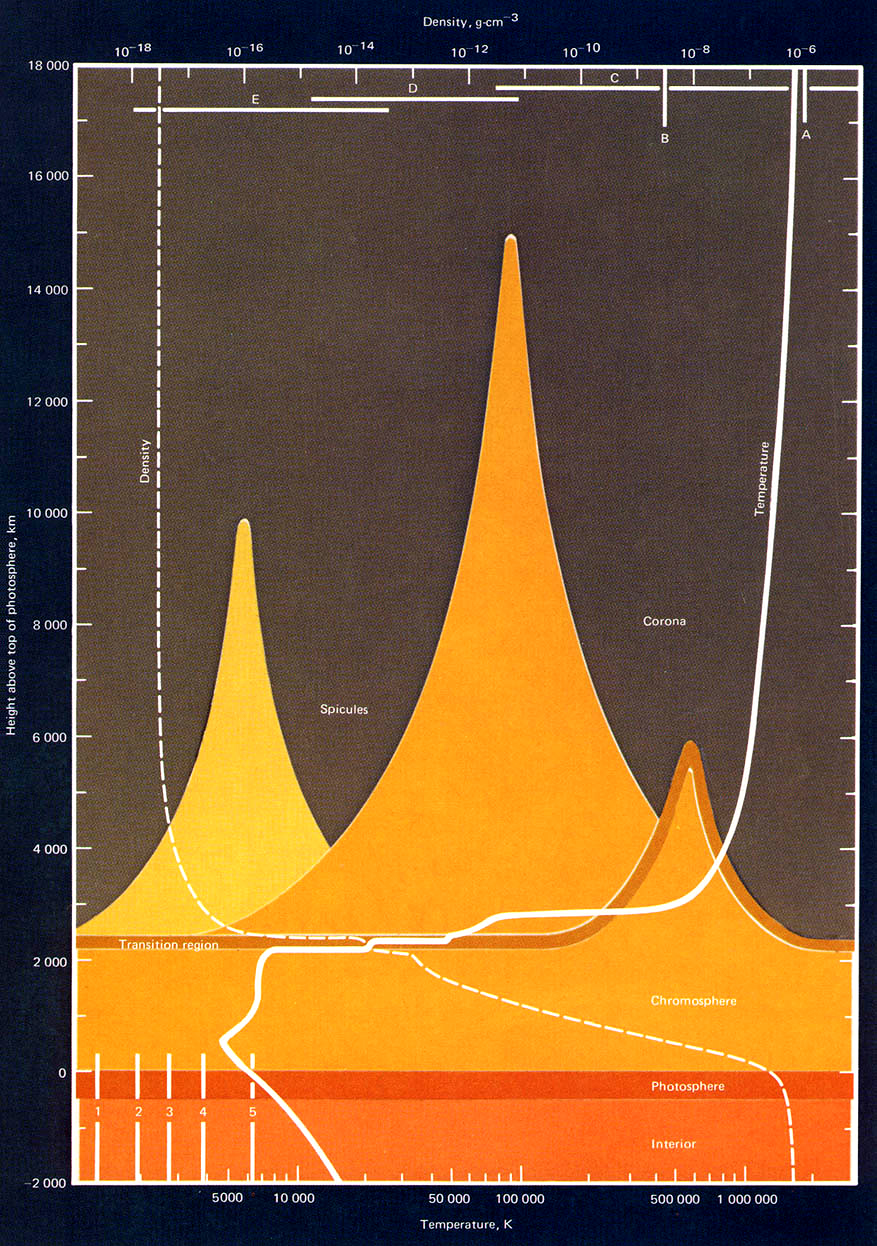
Temperatura (linha contínua) e densidade (linha tracejada) da atmosfera solar a partir da base da fotosfera

As camadas superiores à fotosfera são chamadas coletivamente de atmosfera solar. Estas camadas podem ser vistas com telescópios operando em todo o espectro eletromagnético do rádio, passando desde a luz visível até os raios gamas. São compostas de cinco zonas principais: a "zona de temperatura mínima" (cromosfera), a região de transição solar (coroa solar) e a heliosfera. A heliosfera, que pode ser considerado a região exterior tênue da atmosfera solar, estende-se além da órbita de Plutão, até a heliopausa, onde forma uma onda de choque com o meio interestelar. A cromosfera e a coroa são muito mais quentes do que a superfície do Sol. Não se sabe com exatidão porque isto acontece; evidências indicam que ondas de Alfvén podem ter energia suficiente para aquecer a coroa.
A camada mais fria do Sol é a região de temperatura mínima, localizada 500 km acima da fotosfera, que possui uma temperatura de 4 100 K. Esta parte do Sol é fria o suficiente para suportar moléculas simples como monóxido de carbono e água, estas que podem ser detectadas por seus espectros de absorção.
Acima da camada de temperatura mínima localiza-se a cromosfera, camada que possui cerca de 2 000 km de espessura e é dominada por espectros de emissões e linhas de absorção. O nome desta camada provém do grego "chroma", que significa "cor", porque a cromosfera é visível como um flash colorido no início e fim de um eclipse total do Sol. A temperatura da cromosfera aumenta gradualmente com a altitude, chegando a até 20 000 K no topo. No topo da cromosfera, hélio torna-se parcialmente ionizado.
Acima da cromosfera localiza-se a zona de transição solar, uma camada fina com cerca de 200 km de espessura. Nela, a temperatura aumenta rapidamente de 20 000 K para níveis próximos a 1 000 000 K. O aumento rápido da temperatura é facilitado pela ionização completa do hélio na região de transição, que diminui significantemente o resfriamento radiativo do plasma. A região de transição não ocorre em uma altitude bem definida. Ao invés disso, forma um tipo de halo em torno de características da cromosfera, tais como espículas e filamentos solares, possuindo uma moção constante e caótica. A região de transição não é facilmente visível da superfície da Terra, mas é facilmente observável do espaço por instrumentos sensíveis ao extremo ultravioleta do espectro eletromagnético.
A coroa solar é a atmosfera estendida externa do Sol, que é muito maior em volume do que o Sol propriamente dito. A coroa expande continuamente no espaço, formando o vento solar, que preenche todo o interior do Sistema Solar. A base da coroa, que localiza-se muito próxima da superfície solar, possui uma densidade de partículas muito baixa, cerca de 1015–1016 m−3 na base, diminuindo com a altitude. A temperatura média da coroa e do vento solar varia entre um milhão e dois milhões de kelvins. A temperatura nas regiões mais quentes alcança 8 a 20 milhões de Kelvins. Atualmente, não existe uma teoria que explique por completo a causa das altas temperaturas da coroa, sendo este um dos maiores problemas da física solar. Porém, sabe-se que parte do calor provém de reconexão magnética.

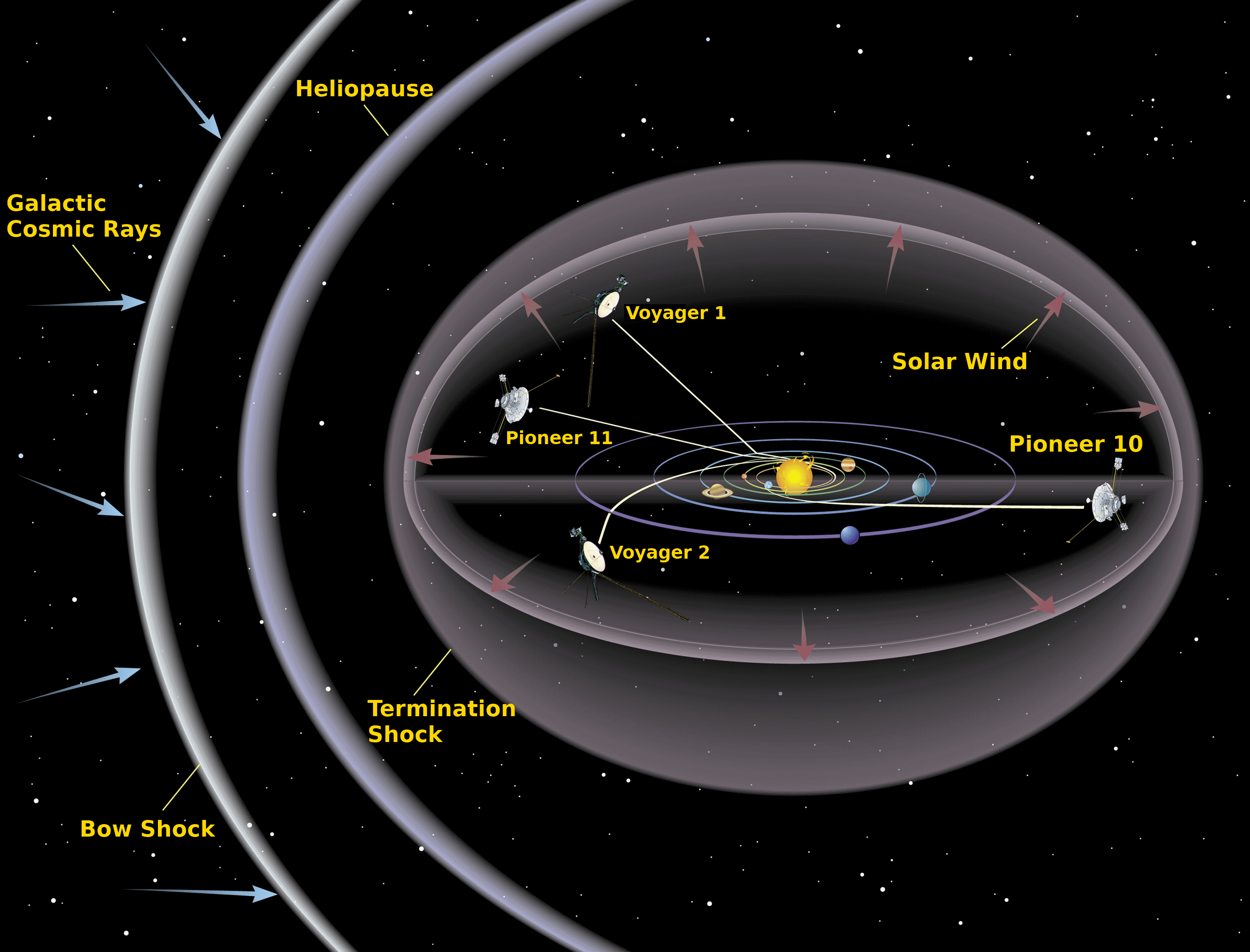
Diagrama mostrando a estrutura da heliosfera

A heliosfera, que é a cavidade em torno do Sol preenchida com o plasma do vento solar, estende-se de 20 raios solares (0,1 UA), até o limite do Sistema Solar. Seu limite interior é definido como a camada onde o vento solar torna-se "superalfvénico" — isto é, onde a velocidade do vento solar torna-se maior que a velocidade das ondas de Alfvén. Turbulência e forças dinâmicas fora deste limite não podem afetar o formato da coroa solar, uma vez que informação pode viajar apenas na velocidade das ondas de Alfvén. O vento solar continuamente sopra em direção ao exterior do Sistema Solar dentro da heliosfera, carregando material através do Sistema Solar, até encontrar a heliopausa, a mais de 50 UA do Sol. A moção do vento solar faz com que o campo magnético solar adquira um formato de espiral. Em dezembro de 2004, a sonda espacial Voyager 1 passou por uma região de choque, que cientistas acreditam ser parte da heliopausa. Ambas as sondas Voyagers registraram um aumento no número de partículas energéticas à medida que elas se aproximaram do limite.

## Composição química
O Sol é composto primariamente dos elementos químicos hidrogênio e hélio; estes compõem 74,9% e 23,8%, respectivamente, da massa do Sol na fotosfera. Todos os elementos mais pesados, chamados coletivamente de metais na astronomia, compõem menos de 2% da massa solar. Os elementos químicos mais abundantes são oxigênio (compondo cerca de 1% da massa do Sol), carbono (0,3%), néon (0,2%), e ferro (0,2%).
O Sol herdou sua composição química do meio interestelar do qual foi formado: o hidrogênio e o hélio foram produzidos na nucleossíntese do Big Bang, enquanto que os metais foram produzidos por nucleossíntese estelar em gerações de estrelas que completaram sua evolução estelar, e retornaram seus materiais para o meio interestelar antes da formação do Sol. A composição química da fotosfera é normalmente considerada representativa da composição do Sistema Solar primordial. Porém, desde que o Sol foi formado, o hélio e os metais presentes nas camadas externas gradualmente afundaram em direção ao centro. Portanto, a fotosfera presentemente contém um pouco menos de hélio e apenas 84% dos metais que o Sol protoestrelar tinha; este era composto de 71,1% hidrogênio, 27,4% hélio, e 1,5% metais, em massa.
Fusão nuclear no núcleo do Sol modificou a composição química do interior solar. Atualmente, o núcleo do Sol é composto em 60% por hélio, com a abundância de metais não modificados. Visto que o interior do Sol é radiativo e não convectivo, o hélio e outros produtos gerados pela fusão nuclear não subiram para camadas superiores.
As abundâncias dos metais descritas acima são tipicamente medidas utilizando espectroscopia da fotosfera do Sol, e de medidas da abundância destes metais em meteoritos que nunca foram aquecidos a temperaturas acima do ponto de fusão. Acredita-se que estes meteoritos retenham a composição do Sol protoestelar, e portanto, não sejam afetados pelo afundamento dos elementos mais pesados.

### Elementos ionizados do grupo 8
Durante a década de 1970, extensiva pesquisa foi realizada sobre as abundâncias dos elementos do grupo 8 no Sol. Apesar disso, a determinação da abundância de certos elementos tais como cobalto e manganês fora difícil até 1978 por causa de suas estruturas hiper-finas.
A força vibracional de todos os elementos ionizados do grupo 8 foi produzida pela primeira vez durante a década de 1960, e melhorias nas forças de oscilamento foram produzidas em 1976. Em 1978, as abundâncias de elementos ionizados do grupo 8 foram produzidas.

### Relação entre massa fracionada do Sol e dos planetas
Vários autores consideraram a existência de uma relação de massa fracionada entre as composições isotópicas dos gases nobres do Sol e dos planetas, tais como néon e xénon. Acreditava-se que todo o Sol possuía a mesma composição da atmosfera solar, ao menos até 1983.
Em 1983, uma nova teoria argumentando que o fracionamento do Sol é o que causa a relação entre as composições isotópicas dos gases nobres dos planetas e do vento solar.

## Campo magnético

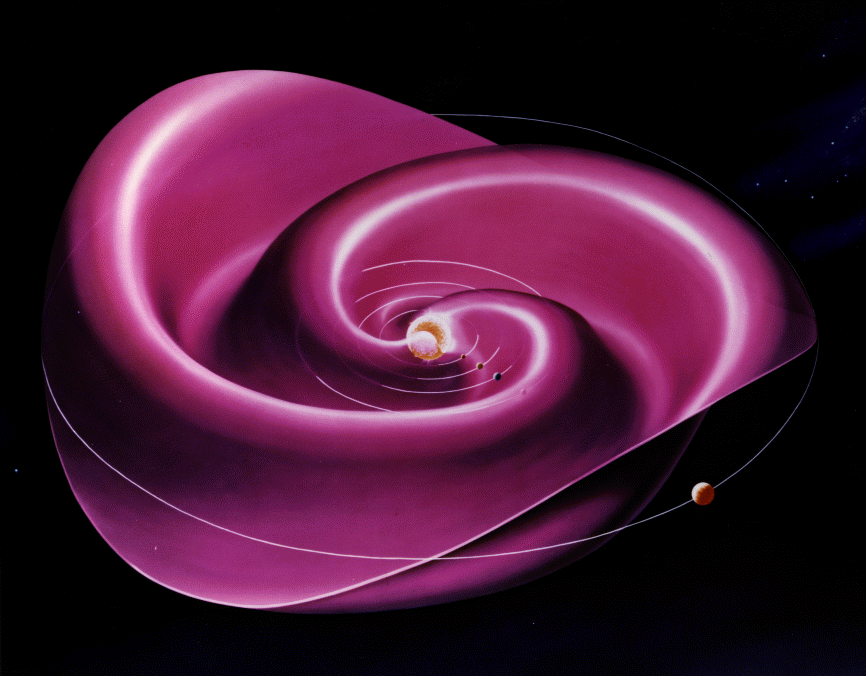
A corrente heliosférica difusa estende-se até as regiões exteriores do Sistema Solar, e resulta da influência do campo magnético do Sol em rotação no plasma no meio interplanetário.

O Sol é uma estrela magneticamente ativa, suportando um forte campo magnético, cujas condições mudam constantemente, variando de ano para ano e revertendo-se em direção aproximadamente a cada 11 anos, em torno do máximo solar. O campo magnético do Sol gera vários efeitos que são chamados coletivamente de atividade solar. Estes incluem as manchas solares na superfície do Sol, as erupções solares e as variações no vento solar. Efeitos da atividade solar na Terra incluem auroras em médias a altas latitudes, a disrupção de comunicação de rádio e potência elétrica. Acredita-se que a atividade solar tenha tido um importante papel na formação e evolução do Sistema Solar. A atividade solar constantemente muda a estrutura da ionosfera terrestre.
Toda a matéria no Sol está presente na forma de gás e plasma, devido à sua alta temperatura. Isto torna possível rotação diferencial, com o Sol girando mais rápido no seu equador (onde o período de rotação é de 25 dias) do que em latitudes mais altas (com o período de rotação solar sendo de 35 dias nos pólos solares). A rotação diferencial do Sol faz com que as linhas do campo magnético entortem com o tempo, provocando a erupção de anéis coronais em sua superfície, a formação de manchas solares e de proeminências solares, via reconexão magnética. Este entortamento gera o dínamo solar e o ciclo solar de atividade magnética, que repete-se a cada 11 anos, visto que o campo magnético solar reverte-se a cada 11 anos.
O campo magnético solar estende-se bem além do Sol. O plasma magnetizado do vento solar transporta o campo magnético solar no espaço, formando o campo magnético interplanetário. Visto que o plasma pode se mover apenas nas linhas do campo magnético, as linhas do campo magnético interplanetário inicialmente esticam-se radialmente do Sol. Uma camada fina de correntes difusas no plano equatorial solar existe pois campos acima e abaixo do equador solar possuem polaridades diferentes. Esta camada é chamada de corrente heliosférica difusa. À medida que a distância do Sol aumenta, a rotação solar entorta as linhas do campo magnético e a corrente difusa, formando uma estrutura similar a uma espiral de Arquimedes, chamada de espiral de Parker. O campo magnético interplanetário é muito mais forte do que o componente dipolar do campo magnético solar. Enquanto que a última possui 50 a 400 T na fotosfera, reduzindo com o cubo da distância para 0,1 T na órbita terrestre, o campo magnético interplanetário na órbita terrestre é 100 vezes maior, com cerca de 5 T.

## Ciclo solar

### Manchas solares
Quando o Sol é observado com os filtros apropriados, as características mais imediatamente visíveis são geralmente suas manchas, áreas bem definidas na superfície solar que aparentam ser mais escuras do que a região ao seu redor pelo fato de possuírem temperaturas mais baixas. Manchas solares são regiões de intensa atividade magnética onde convecção é inibida por fortes campos magnéticos, reduzindo transporte de energia do interior quente do Sol, fazendo que estas regiões possuam uma temperatura mais baixa do que ao redor. O campo magnético gera intenso aquecimento da coroa solar, formando regiões ativas que são as fontes de erupções solares e ejeção de massa coronal. As maiores manchas solares podem possuir dezenas de quilômetros de diâmetro.

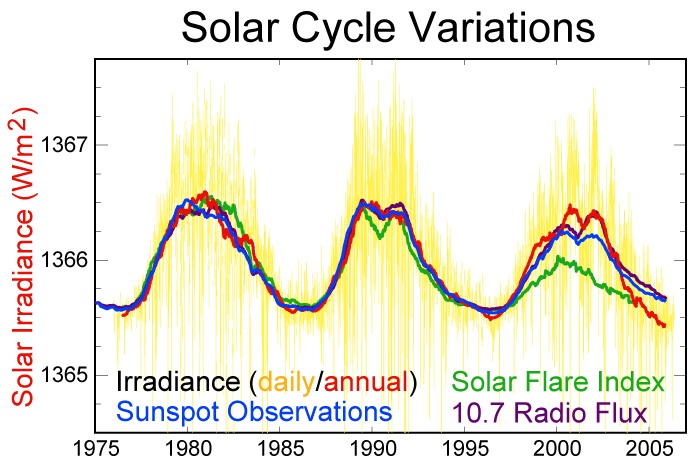
Variação do ciclo solar nos últimos 30 anos

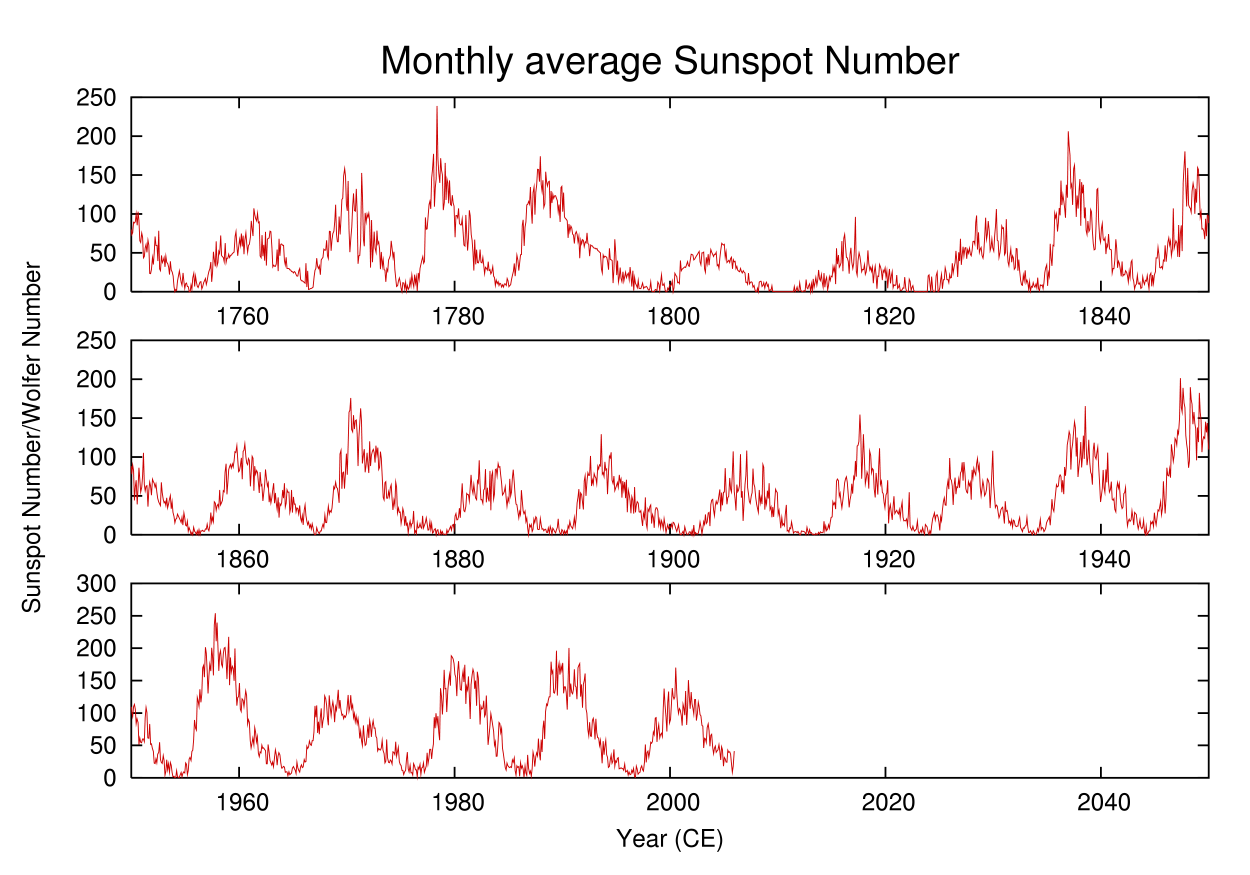
Número de manchas solares observadas nos últimos 250 anos, mostrando os ciclos solares, cada uma com aproximadamente 11 anos de duração

O número de manchas solares visíveis no Sol não é constante, mas varia ao longo de um ciclo de 11 anos chamado de ciclo solar. No início do ciclo solar (no chamado período de atividade mínima), poucas manchas são visíveis, e por vezes nenhuma é vista. Estas que aparecem estão em altas latitudes solares. À medida que o ciclo solar continua, o número de manchas aumenta, e as manchas movem-se em direção ao equador solar, um fenômeno descrito pela lei de Spörer. Manchas solares geralmente ocorrem em pares, de polaridades opostas. A polaridade magnética dos pares alternam-se a cada ciclo solar (relativo à posição do par), tendo um pólo magnético norte em um ciclo e sul no próximo (e vice-versa na outra mancha).
O ciclo solar possui grande influência na meteorologia do espaço, e influencia significantemente o clima na Terra, visto que a luminosidade solar está diretamente relacionada à atividade magnética do Sol. Quando o Sol está no período de atividade mínima, costuma-se registrar temperaturas médias mais baixas do que o normal na Terra. Por outro lado, temperaturas médias mais altas do que o normal estão correlacionadas com ciclos solares mais longos que o geral. No século XVII, o ciclo solar aparentemente parou por completo por várias décadas, visto que poucas manchas solares foram observadas durante este período. A Europa experienciou temperaturas muito baixas durante este século, fenômeno que foi denominado mínimo de Maunder ou Pequena Idade do Gelo. Períodos estendidos de atividade mínima mais antigos foram descobertos através da análise de anéis de árvores, também aparentemente coincidindo com temperaturas globais mais baixas do que o normal.
Estudos de heliosismologia executados a partir de sondas espaciais permitiram observar certas "vibrações solares", cuja freqüência cresce com o aumento da atividade solar, acompanhando o ciclo de 11 anos de erupções. A cada 22 anos existe a manifestação do chamado hemisfério dominador, além da movimentação das estruturas magnéticas em direção aos pólos, que resulta em dois ciclos de 18 anos com incremento da atividade geomagnética da Terra e da oscilação da temperatura do plasma ionosférico na estratosfera da atmosfera terrestre.

### Possível ciclo a longo termo
Uma teoria recente argumenta que instabilidades magnéticas existentes no núcleo do Sol causariam flutuações com períodos de 41 000 ou 100 000 anos. Isto poderia explicar melhor as idades do gelo do que os ciclos de Milankovitch.

## Evolução
O Sol formou-se cerca de 4,57 bilhões (4,567 mil milhões) de anos atrás quando uma nuvem molecular entrou em colapso. Evolução estelar é medida em duas maneiras: através da presente idade da sequência principal do Sol, que é determinada através de modelagens computacionais de evolução estelar; e nucleocosmocronologia. A idade medida através destes procedimentos está de acordo com a idade radiométrica do material mais antigo encontrado no Sistema Solar, que possui 4,567 bilhões (4,567 mil milhões) de anos.
O Sol está aproximadamente na metade da sequência principal, período onde o qual fusão nuclear fusiona hidrogênio em hélio. A cada segundo, mais de 4 milhões de toneladas de matéria são convertidas em energia dentro do centro solar, produzindo neutrinos e radiação solar. Nesta velocidade, o Sol converteu cerca de 100 massas terrestres de massa em energia, desde sua formação até o presente. O Sol ficará na sequência principal por cerca de 10 bilhões (10 mil milhões) de anos.
Em cerca de 5 bilhões (5 mil milhões) de anos, o hidrogênio no núcleo solar esgotará. Quando isto ocorrer, o Sol entrará em contração devido à sua própria gravidade, elevando a temperatura do núcleo solar até 100 milhões de kelvins, suficiente para iniciar a fusão nuclear do hélio, produzindo carbono, entrando na fase do ramo gigante assimptótico.

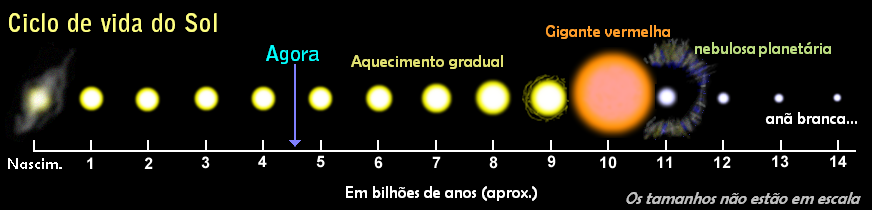
Ciclo de vida do Sol

O destino da Terra é precário. Como uma gigante vermelha, o Sol terá um raio máximo maior de 250 UA, maior do que a órbita atual da Terra. Porém, quando o Sol tornar-se uma gigante vermelha, a estrela terá perdido cerca de 30% de sua massa atual, devido à massa perdida no vento solar, com os planetas afastando-se gradualmente do Sol, à medida que o Sol perde massa. Este fator por si mesmo provavelmente seria o suficiente para permitir que a Terra não fosse engolida pelo Sol, visto que a Terra afastar-se-ia o suficiente da estrela, mas pesquisas recentes mostram que a Terra será engolida pelo Sol devido à forças de maré.
Mesmo que a Terra não seja incinerada pelo Sol, a água do planeta evaporará, e a maior parte de sua atmosfera escapará para o espaço. De fato, o Sol gradualmente torna-se mais brilhante com o passar do tempo, mesmo na sequência principal (10% a cada 1 000 000 000 anos), com sua temperatura de superfície gradualmente aumentando com o tempo. O Sol foi no passado menos brilhante, sendo que no início possuía 75% da luminosidade atual, uma possível razão pela qual vida em terra firme somente existiu nos últimos 1 000 000 000 anos. Em outros 1 000 000 000 anos, o aumento da temperatura fará com que a superfície da Terra torne-se quente demais para possibilitar a existência de água líquida, e portanto, impossibilitará vida na Terra em sua forma atual.
A fusão de hélio sustentará o Sol por cerca de 100 milhões de anos, quando então o hélio no núcleo solar esgotará. O Sol não possui massa o suficiente para converter carbono em oxigênio, e portanto, não explodirá como uma supernova. Ao invés disso, após o término da fusão de hélio, intensas pulsações térmicas farão com que o Sol ejete suas camadas exteriores, formando uma nebulosa planetária. O único objeto que permanecerá após a ejeção será o extremamente quente núcleo solar, que resfriará gradualmente, permanecendo como uma anã branca com metade da massa atual (com o diâmetro da Terra) por bilhões (mil milhões) de anos. Este cenário de evolução estelar é típico de estrelas de massa moderada e baixa.

## Luz solar
A luz solar é a principal fonte de energia da Terra. A constante solar é a quantidade de potência que o Sol deposita por unidade de área diretamente exposta para luz solar. A constante solar é igual a aproximadamente 1 368 W/m² a 1 UA do Sol, ou seja, na ou próxima à órbita da Terra, sendo que o planeta recebe por segundo 50 000 000 GW. Porém, a luz solar na superfície da Terra é atenuada pela atmosfera terrestre, diminuindo a potência por unidade de área recebida na superfície para aproximadamente 1 000 W/m² no zênite, em um céu claro.
A energia solar pode ser coletada através de uma variedade de processos sintéticos e naturais.
A luz solar é indispensável para a manutenção de vida na Terra, sendo responsável pela manutenção de água no estado líquido, condição indispensável para permitir vida como se conhece, e, através de fotossíntese em certos organismos (utilizando água e dióxido de carbono), produz o oxigênio (O2) necessário para a manutenção da vida nos organismos dependentes deste elemento e compostos orgânicos mais complexos (como glucose) que são utilizados por tais organismos, bem como outros que alimentam-se dos primeiros. A energia solar também pode ser capturada através de células solares para a produção de eletricidade ou efetuar outras tarefas úteis (como aquecimento). Mesmo combustíveis fósseis, tais como o petróleo, foram produzidos via luz solar — a energia existente nestes combustíveis foi originalmente convertida de energia solar via fotossíntese, em um passado distante.

Geometria de um eclipse solar total

### Eclipses do Sol
Um eclipse solar ocorre quando a Lua passa na frente do Sol e da Terra, cobrindo parcialmente ou totalmente o Sol. Estes eventos podem ocorrer apenas durante a Lua nova, onde o Sol e a Lua estão em conjunção, como visto da Terra. Entre dois a cinco eclipses solares ocorrem por ano na Terra, com o número de eclipses totais do Sol variando entre zero e dois. Eclipses totais do Sol são raras em uma localização qualquer na Terra devido que cada eclipse total existe apenas em um estreito corredor na área relativamente pequena da penumbra da Lua.

## Sistema planetário

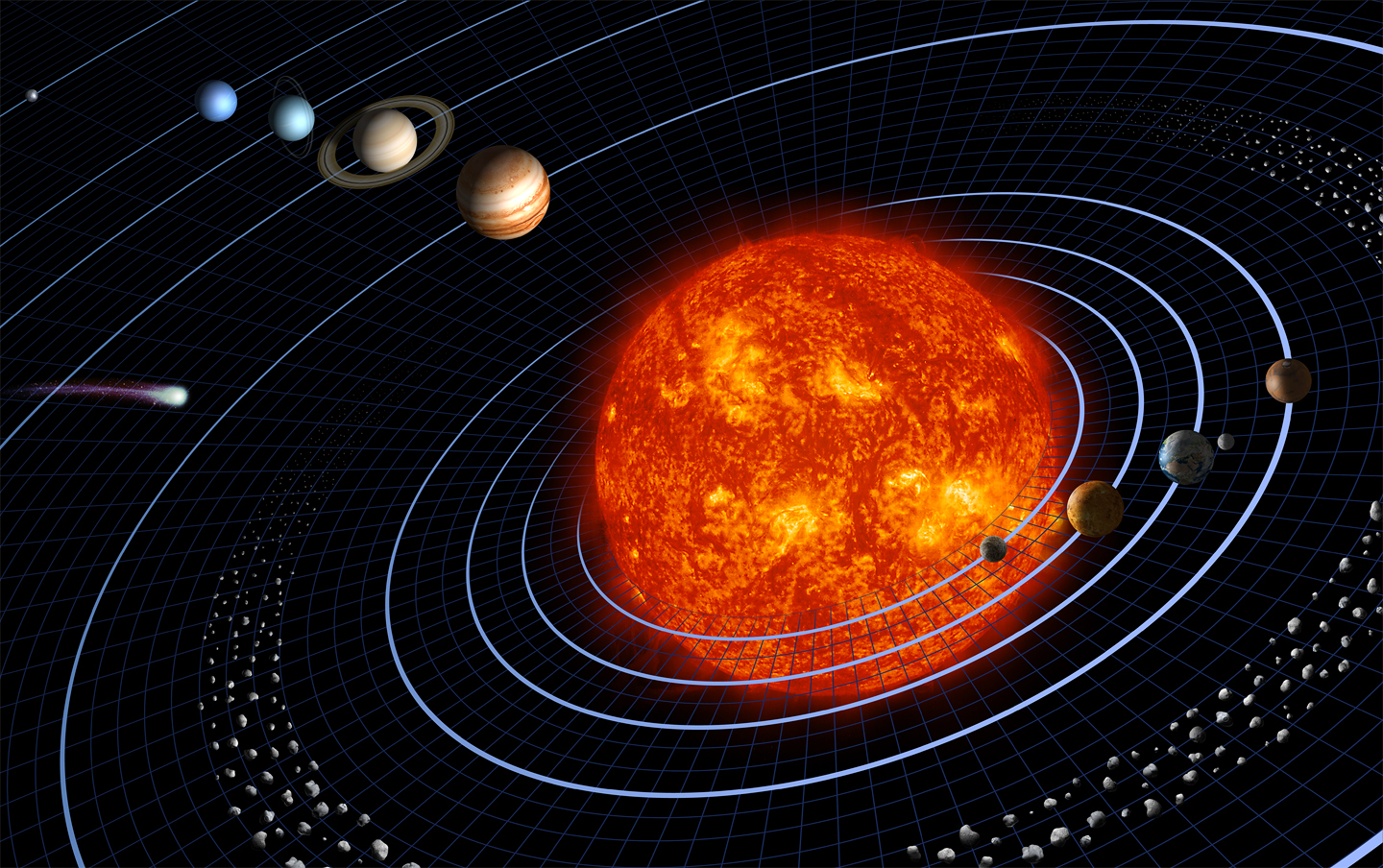
Representação artística do Sistema Solar, tamanho não em escala

O Sol, como várias outras estrelas, possui seu próprio sistema planetário, que é o Sistema Solar, constituído de todos os corpos celestes que orbitam em torno do Sol devido à atração gravitacional solar. Estes corpos estão divididos em três categorias principais: planetas, planetas anões e corpos menores, bem como seus respectivos satélites.
Oito planetas orbitam em torno do Sol: Mercúrio, Vênus, Terra, Marte, Júpiter, Saturno, Urano e Neptuno. Os planetas podem ser classificados como sólidos ou gasosos, ou, mais especificamente, de acordo com suas características físico-químicas, com os planetas mais próximos do Sol sendo sólidos e densos, mas de relativa pouca massa, e os planetas mais afastados sendo gasosos massivos de baixa densidade.
Plutão foi considerado desde sua descoberta em 1930 até 2006 como o nono planeta do Sistema Solar. Em 2006, a União Astronômica Internacional criou a classificação de planeta anão. Presentemente, o Sistema Solar possui cinco planetas anões: Plutão, Eris, Haumea, Makemake, e Ceres. Todos são plutoides, com exceção de Ceres, localizado no cinturão de asteroides. O número de planetas anões poderá crescer nos próximos anos na medida em que novos plutoides são descobertos.
Os corpos menores pertencem a vários grupos de objetos. Entre Marte e Júpiter localiza-se o cinturão de asteroides, com asteroides troianos nas órbitas de Júpiter e Neptuno. Além da órbita de Neptuno localiza-se o cinturão de Kuiper. Entre 20 a 100 mil UA do Sol localiza-se a Nuvem de Oort, hipotetizada como a fonte de cometas do Sistema Solar.
A massa de todos estes objetos constituem em conjunto apenas uma pequena porção da massa total do Sistema Solar (0,14%), com o Sol concentrando a maior parte da massa total do Sistema Solar (99,86%). O espaço entre corpos celestes dentro do Sistema Solar não é vazio, sendo preenchido por plasma proveniente do vento solar, bem como poeira, gás e partículas elementares, que constituem o meio interplanetário.

## Movimento e localização dentro da Via Láctea

Localização do Sol na Via Láctea

O Sol localiza-se próximo ao limite anterior do Braço de Órion na Nuvem Interestelar Local ou Cinturão de Gould, a uma distância hipotetizada de 7,5 a 8,5 kpc (25 a 28 mil anos-luz) do centro da Via Láctea, dentro da Bolha Local, um espaço de gás quente rarefeito, possivelmente produzido por remanescentes da supernova Geminga. A distância entre o braço local e o próximo braço, o Braço de Perseus, é de cerca de 6,5 mil anos-luz. O Sol, e portanto, o Sistema Solar, encontra-se na zona habitável da galáxia.
O ápice solar é a direção do Sol em sua órbita na Via Láctea. A direção geral da moção solar aponta para a estrela Vega, próxima à constelação Hércules, a um ângulo de cerca de 60 graus para a direção do centro galáctico. Para um observador em Alpha Centauri, o sistema estelar mais próximo do Sistema Solar, o Sol apareceria na constelação Cassiopéia.
Acredita-se que a órbita do Sol em torno do centro da Via Láctea seja elíptica, com a adição de perturbações devido aos braços espirais galácticos e de distribuição não uniforme de massa na galáxia. Além disso, o Sol oscila para cima e para baixo, relativo ao plano galáctico, cerca de 2,7 vezes por órbita. Isto é similar ao funcionamento de um oscilador harmônico simples sem força de arrasto. Cientistas afirmaram que os eventos de passagem do Sistema Solar nos braços espirais de maior densidade muitas vezes coincidem com eventos de extinção em massa na Terra, possivelmente devido a um aumento de eventos de impacto causado por distúrbios gravitacionais de estrelas próximas. O Sistema Solar completa uma órbita em torno do centro da Via Láctea (um ano galáctico) a cada 225-250 milhões de anos, com o Sol tendo completado entre 20 e 25 órbitas desde a sua formação. A velocidade orbital do Sistema Solar em torno do centro da galáxia é de cerca de 251 km/s. Nessa velocidade, o Sol toma cerca de 1,4 mil anos para percorrer um ano-luz, ou oito dias para percorrer 8 UA.
A moção do Sol relativa ao baricentro do Sistema Solar é complicada por perturbações dos planetas. A cada séculos, essa moção alterna entre retrógrada e prógrada.

## Problemas teóricos

### Problema do neutrino solar

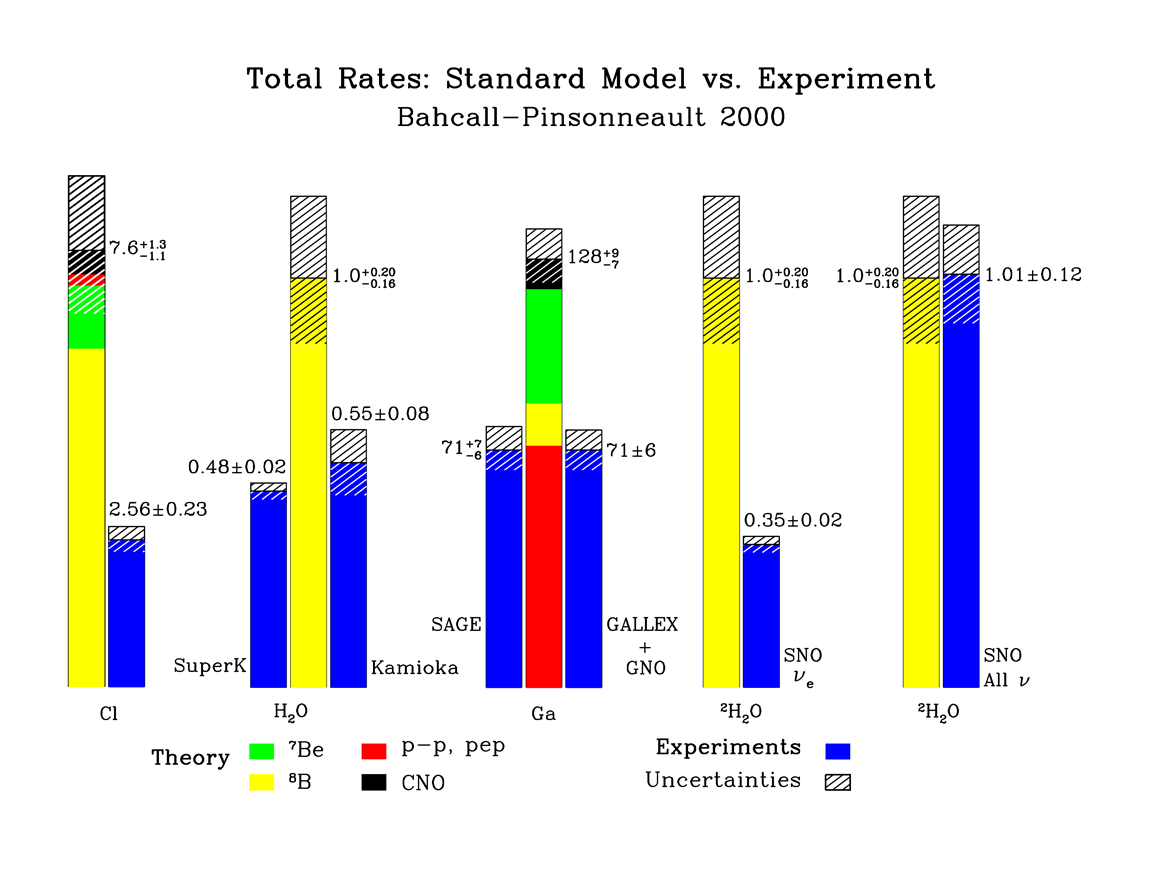
Número de neutrinos predito em teoria (em amarelo) e observados (em azul), em 2000

Por muitos anos o número de neutrinos elétron solares detectado na Terra era de um terço a metade do número predito no modelo solar padrão. Essa anomalia foi chamada de problema dos neutrinos solares. Teorias que foram propostas para resolver o problema tentaram ou reduzir a temperatura do interior solar para explicar os números menores, ou argumentaram que neutrinos elétron podem oscilar — mudar de sabor — durante a jornada do núcleo solar para a Terra, para os neutrinos tau e múon, ambos indetectáveis com a tecnologia da época. Vários observatórios de neutrinos foram construídos na década de 1980 para medir o fluxo de neutrinos solares o mais precisamente possível, tais como o Observatório de Neutrinos de Sudbury e Kamiokande. Dados destes observatórios eventualmente levaram à descoberta de que neutrinos possuem uma pequena massa, e que oscilam, mudando de sabor. Além disso, em 2001, o Observatório de Neutrinos de Sudbury conseguiu detectar diretamente todos os três tipos de neutrino, e descobriu que a emissão solar de neutrinos é aproximadamente a mesma predita no Modelo Solar Padrão, embora dependendo da energia dos neutrinos, neutrinos elétron podem chegar a compor apenas um terço do número total. Essa proporção é similar ao predito pelo efeito Mikheyev-Smirnov-Wolfenstein, que descreve a oscilação de neutrinos em matéria. Como consequência, o problema do neutrino solar é considerado resolvido.

### Problema do aquecimento coronal

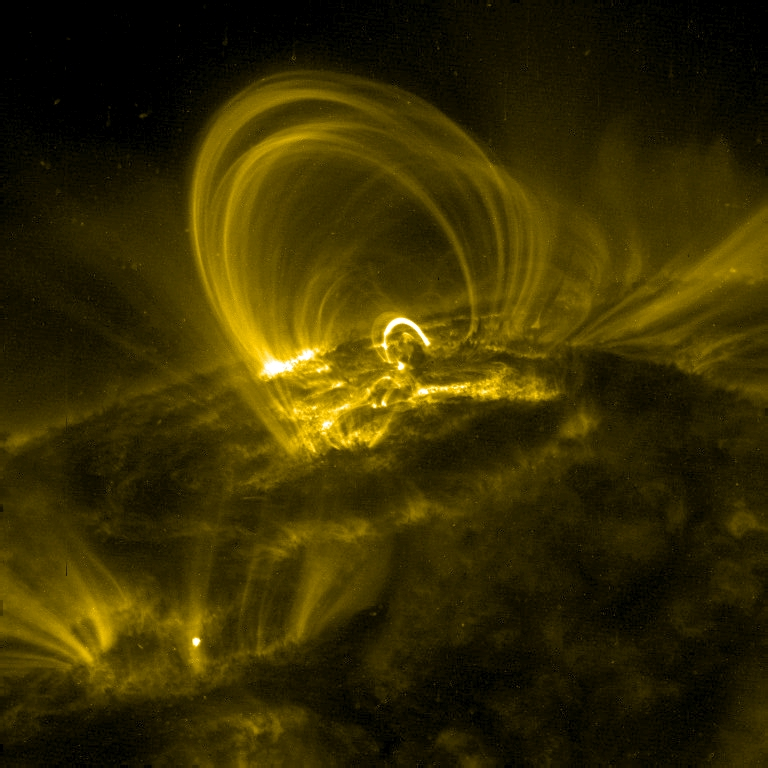
Imagem de anel coronal, tomado pela TRACE

Sabe-se que a fotosfera, a superfície visível do Sol, possui uma temperatura de cerca de 6 000 K. Acima da fotosfera, porém, na coroa solar, as temperaturas aumentam para 1 a 2 milhões K. A alta temperatura da coroa solar indica que esta região é aquecida por um outro mecanismo além de condução térmica da fotosfera.
Acredita-se que a energia necessária para aquecer a coroa solar é fornecida pela moção turbulenta na zona de convecção sob a fotosfera, e dois mecanismos primários foram propostos para explicar este aquecimento. O primeiro mecanismo é aquecimento ondular, onde o qual ondas sonoras, gravitacionais ou magnetohidrodinâmicas são produzidos pela turbulência na zona de convecção. Estas ondas locomovem-se para a superfície, e dissipam na coroa, depositando sua energia no gás ambiente na forma de calor. O outro mecanismo é aquecimento magnético, onde o qual energia magnética é estocada continuamente pela moção fotosférica, e solta através de reconexão magnética, primariamente através de grandes erupções solares, embora erupções solares de menor tamanho mais comuns do que grandes erupções, embora a energia total hipotetizada solta por microerupções (erupções de tamanho muito menor) seja significantemente menor do que a energia total solta por erupções solares tradicionais — também contribuam para o aquecimento da coroa solar.
Não se sabe mecanismos de aquecimento ondular são efetivamente responsáveis pelo aquecimento da coroa solar. Análises mostram que todos os tipos de ondas exceto ondas de Alfvén dissipam-se antes de chegar na coroa solar. Além disso, ondas de Alfvén não dissipam-se com facilidade na coroa solar. Consequentemente, pesquisas sobre o problema do aquecimento da coroa solar estão centralizadas sobre mecanismos magnéticos de aquecimento.

### Paradoxo do jovem Sol fraco

Moção do baricentro do Sistema Solar, relativo ao Sol

Modelos teóricos do desenvolvimento do Sol sugerem que, entre 3,8 a 2,5 bilhões de anos atrás, durante o arqueano, o Sol possuía apenas 75% do brilho atual. Com essa potência, a energia solar recebida pela Terra não seria suficiente para sustentar água no estado líquido e, portanto, vida não poderia ter se desenvolvido durante esse período. Porém, estudos geológicos mostram que a temperatura terrestre tem permanecido estável desde o término de sua formação e que, de fato, a Terra era mais quente após ter completado sua formação do que no presente. O consenso entre cientistas é que a antiga atmosfera terrestre possuía quantidades maiores de gases do efeito estufa (tais como dióxido de carbono, metano e/ou amônia) do que atualmente, tornando possível estocar calor suficiente para compensar pela menor quantidade de energia solar recebida pelo planeta.

### Outras anomalias
O Sol está atualmente comportando-se inesperadamente em várias maneiras:
- O Sol está no meio de um período de atividade mínima do ciclo solar, muito mais longo, e com uma percentagem de dias onde o Sol não possui nenhuma mancha solar, do que o esperado; desde maio de 2008, várias predições foram feitas indicando o aumento iminente da atividade solar, todas elas refutadas.
- O brilho atual do Sol é menor do que o usual durante o período de atividade mínima do ciclo solar.
- Nas últimas duas décadas, a velocidade do vento solar caiu 3%, sua temperatura caiu 13%, e sua densidade, 20%.
- O campo magnético do Sol possui apenas metade da força registrada no último período de atividade mínima do ciclo solar, em 1987. Como resultado, a heliosfera, que preenche o Sistema Solar, diminuiu de tamanho, resultando no aumento da radiação cósmica atingindo a Terra e a sua atmosfera.

## História de observação

### Na antiguidade

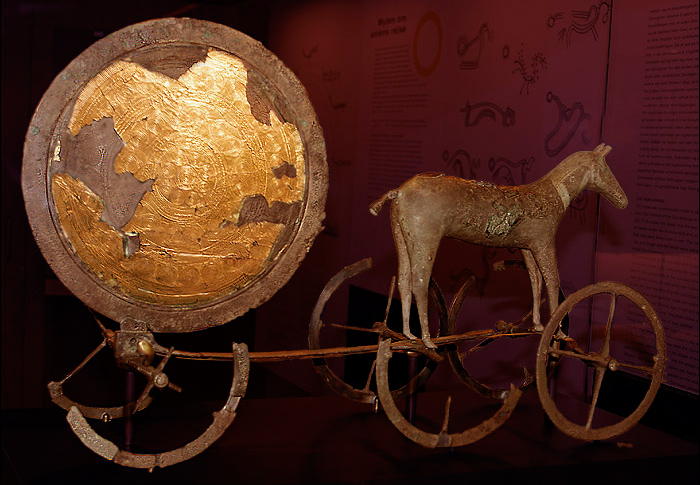
Acredita-se que o carro solar de Trundholm seja uma escultura ilustrando um importante aspecto da mitologia nórdica

O conhecimento mais fundamental da humanidade sobre o Sol é esta como um disco luminoso no céu, cuja presença acima do horizonte cria o dia, e sua ausência cria a noite. Várias culturas pre-históricas e antigas acreditavam que o Sol era uma deidade solar, ou outro fenômeno sobrenatural. A veneração do Sol foi um aspecto central de civilizações como os Incas da América do Sul e os Aztecas no atual México. Vários monumentos antigos foram construídos com fenômenos solares em mente; por exemplo, monumentos megalíticos podem ser encontrados em Nabta Plaia (no Egito), em Mnajdra (em Malta) e em Stonehenge (no Reino Unido). Newgrange, um monte pré-histórico construído na Irlanda, foi construído para detectar o solstício de inverno; a pirâmide de Templo de Kukulcán, em Chichén Itzá (no México), foi desenhada para lançar sombras com o formato de serpentes subindo a pirâmide, nos equinócios de primavera e outono.
Durante a era do Império Romano, o aniversário do Sol era um feriado celebrado como Sol Invicto ("Sol não-conquistado"), logo após o solstício de inverno; pode ter sido um antecedente do Natal. Com respeito a estrelas fixas, o Sol, relativo à Terra, aparenta girar uma vez por ano em torno da eclíptica, pelo zodíaco, fazendo com que astrônomos gregos considerassem o Sol como um dos sete planetas (do grego planetes, que significa "perambulador"), etimologia explicando o nome dos sete dias da semana em vários idiomas.

### Desenvolvimento do conhecimento científico
Uma das primeiras pessoas a oferecer uma explicação científica ou filosófica do Sol foi o antigo filósofo grego Anaxágoras de Clazômenas, que chegou à conclusão de que o Sol era uma bola enorme de metal em chamas maior do que até o Peloponeso, e não a biga de Hélio. Por ensinar esta heresia, Anaxágoras foi preso pelas autoridades locais e condenado à morte, tendo, no entanto, sido solto através da intervenção de Péricles. Eratóstenes, no século III a.C., estimou que a distância entre o Sol e a Terra de "estádios de miríades 400 e 80 000", cuja tradução é ambígua, visto que pode significar 4,08 milhões de estádios (755 mil km) ou 804 milhões de estádios (148 a 153 milhões de km); o último valor possui apenas uma pequena percentagem de diferença com o valor aceitado atualmente. No século I a.C., Ptolomeu estimou a distância entre o Sol e a Terra como 1 210 vezes o raio terrestre.
Contribuições árabes medievais incluem a descoberta de que a direção da excentricidade orbital do Sol está em constante mudança (o equivalente do movimento da Terra ao longo de uma órbita elíptica na astronomia moderna), por Albatenius, e Ibn Yunus, que recordou mais de 10 000 entradas sobre a posição do Sol utilizando um grande astrolábio.

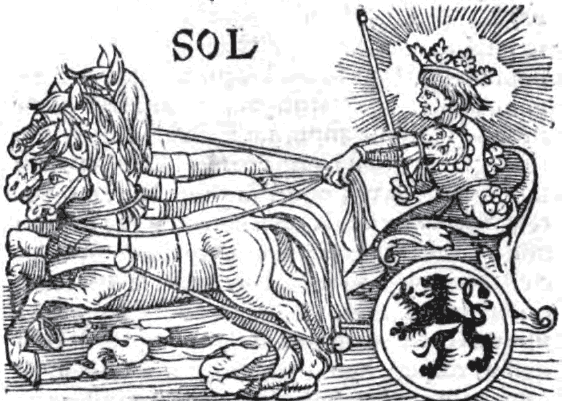
O Sol representado em uma edição de 1550 de Liber astronomiae, de Guido Bonatti

Acredita-se que a primeira teoria heliocêntrica, na qual o Sol é o centro em torno do qual os planetas orbitam, foi proposta pela primeira vez por Aristarco de Samos. Vários astrónomos babilônicos, indianos e árabes posteriormente também propuseram teorias heliocêntricas, na antiguidade e na era medieval. Essa teoria foi revivida no século XVI por Nicolau Copérnico. No início do século XVII, a invenção do telescópio permitiu observações detalhadas das manchas solares por Thomas Harriot, Galileu Galilei e outros astrônomos. Galileu realizou uma das primeiras observações ocidentais de manchas solares, teorizando que tais eram características na superfície solar ao invés de pequenos objetos passando entre a Terra e o Sol. Manchas solares, porém, já haviam sido observadas desde a dinastia Han, com astrônomos chineses mantendo documentos escritos destas observações por séculos.
Em 1672, Giovanni Cassini e Jean Richer determinaram a distância entre a Terra e Marte e, com os novos dados, foram capazes de calcular a distância entre a Terra e o Sol. Isaac Newton observou a luz solar utilizando um prisma, mostrando que a luz solar é feita de várias cores e, em 1800, William Herschel descobriu a radiação infravermelha também utilizando um prisma exposto à luz solar. A descoberta foi realizada após Hershel ter notado os novos raios, localizados além da parte vermelha da luz visível do espectro solar. Durante o século XIX, estudos de espectroscopia avançaram significantemente e Joseph von Fraunhofer fez as primeiras observações de linhas de absorção no espectro solar - devido à sua descoberta, as linhas de absorção mais fortes do espectro são comumente chamadas de linhas de Fraunhofer. Uma observação detalhada do espectro solar revela um número de cores desaparecidas, que aparecem como bandas pretas. Ainda não se sabem as causas de algumas destas bandas pretas.
A fonte de energia do Sol foi um significante mistério durante os primeiros anos da era científica moderna. Uma sugestão feita por Lord Kelvin descreveu o Sol como um corpo celeste líquido, em resfriamento gradual, cuja energia emitida seria proveniente de uma fonte interna de calor. Kelvin e Hermann von Helmholtz então propuseram o mecanismo de Kelvin-Helmholtz como sendo essa fonte de calor. Porém, a idade estimada do Sol, utilizando este mecanismo, foi de apenas 20 milhões de anos, bem menos do que a idade estimada do Sistema Solar, de no mínimo 300 milhões de anos, na época. Em 1890, Joseph Lockyer, que descobriu hélio no espectro solar, propôs uma hipótese meteorítica para explicar a formação e evolução do Sol, na qual o calor do Sol era mantido por meteoros.
Foi somente em 1904 que uma solução substanciada foi proposta. Ernest Rutherford sugeriu desintegração radioativa no interior do Sol como a fonte de energia solar. Porém, foi Albert Einstein que forneceu a pista essencial da fonte de energia solar, através da equação E= mc². Em 1920, Arthur Eddington propôs que a pressão e a temperatura do núcleo solar poderiam produzir uma reação de fusão nuclear, em que átomos de hidrogênio (prótons) são fundidos entre si formando núcleos de hélio, resultando na produção de energia, e da perda de massa solar. A preponderância de hidrogênio no Sol foi confirmada em 1925 por Cecilia Payne-Gaposchkin. O conceito teórico de fusão foi desenvolvido na década de 1930 pelos astrofísicos Subrahmanyan Chandrasekhar e Hans Bethe, sendo o último o primeiro cientista a calcular em detalhes as duas reações nucleares primárias que alimentam o Sol.
Em 1957, um ensaio de seminário foi publicado por Margaret Burbidge, chamado de "Síntese dos Elementos nas Estrelas", demonstrando que a maior parte dos elementos químicos no universo foi sintetizada por reações nucleares dentro de estrelas, como o Sol.

### Missões espaciais solares

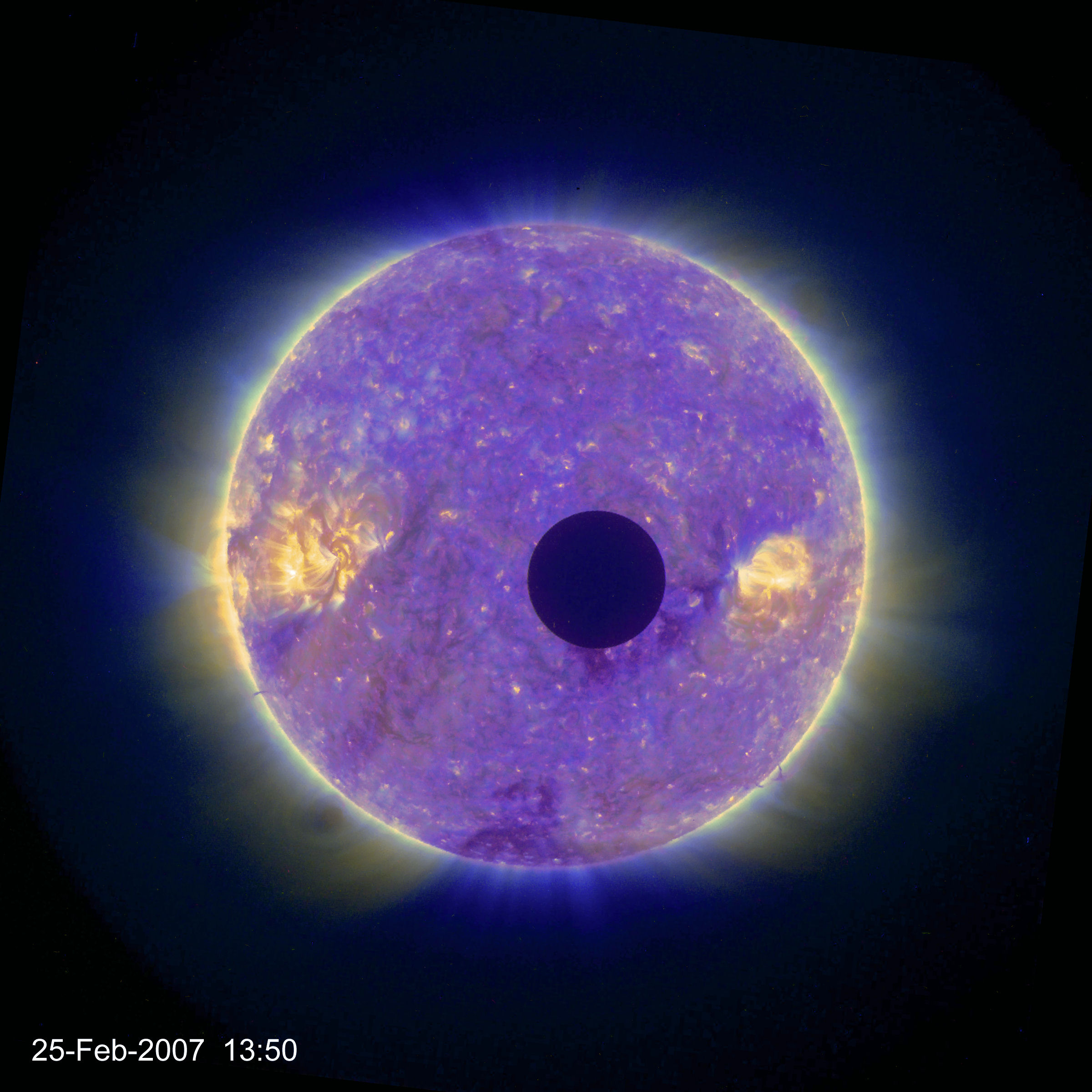
A Lua passando na frente do Sol, vista pela STEREO-B em 25 de fevereiro de 2007. Por causa do fato de que o satélite artificial possui uma órbita heliocêntrica, seguindo a Terra, e estando significantemente mais longe da última do que a Lua, esta aparece menor do que o Sol na imagem.

Os primeiros satélites designados para observar o Sol foram as Pioneer 5, 6, 7, 8 e 9, que foram lançadas entre 1959 e 1968. Essas sondas orbitaram o Sol a uma distância similar à da Terra, e fizeram os primeiros estudos detalhados do vento solar e do campo magnético solar. A Pioneer 9 em especial operou por um longo tempo, transmitindo informações até 1987.
Na década de 1970, as Hélio, sondas espaciais, e o Apollo Telescope Mount da Skylab, obtiveram novas informações significantes sobre o vento solar e a coroa solar. O programa Hélio foi realizado em conjunto entre os Estados Unidos e a Alemanha, que estudaram o vento solar utilizando órbitas com os perélios localizados dentro da órbita de Mercúrio. A estação Skylab, lançado pela NASA em 1973, incluiu um módulo solar observatório, o Apollo Telescope Mount, que era operado por astronautas residindo dentro da estação. A Skylab fez as primeiras observações da região de transição solar e das emissões ultravioletas da coroa solar. Descobertas dos dois programas incluíram as primeiras observações de ejeção de massa coronal, nomeados então de "transientes coronais", e de buracos coronais, dos quais sabe-se que estão bastante relacionados com o vento solar.
Em 1980, a Solar Maximum Mission foi lançada pela NASA. Este satélite artificial foi projetada para observar raio gama, raios X e raios ultravioleta das erupções solares durante um período de alta atividade solar e luminosidade solar. Porém, apenas alguns meses depois do lançamento, uma falha eletrônica fez com que a espaçonave entrasse em standby, permanecendo três anos neste estado inativo. Em 1984, a missão STS-41-C do ônibus espacial Challenger recuperou o satélite, reparando os sistemas eletrônicos da última, e lançando-a em órbita novamente. Subsequentemente, a Solar Maximum Mission tomou milhares de imagens da coroa solar, antes de ser destruída em sua reentrada na atmosfera terrestre, que ocorreu em junho de 1989.
Lançado em 1991, o satélite artificial japonês Yohkoh ("Raio de Sol") observou erupções solares no comprimento de onda raio X. Data obtida pelo satélite permitiram que cientistas identificassem vários tipos diferentes de erupções, e também demonstraram que as camadas da coroa solar além das regiões de atividade máxima eram muito mais dinâmicas e ativas do que o previsto. A Yohkoh observou um ciclo solar completo, mas entrou em standby mode quando um eclipse solar em 2001 fez com que o satélite perdesse sua mira no Sol. Foi destruída em sua reentrada na atmosfera terrestre em 2005. O satélite Hinode, foi lançado em 2006, continuará com os estudos tomados pela Yohkoh.

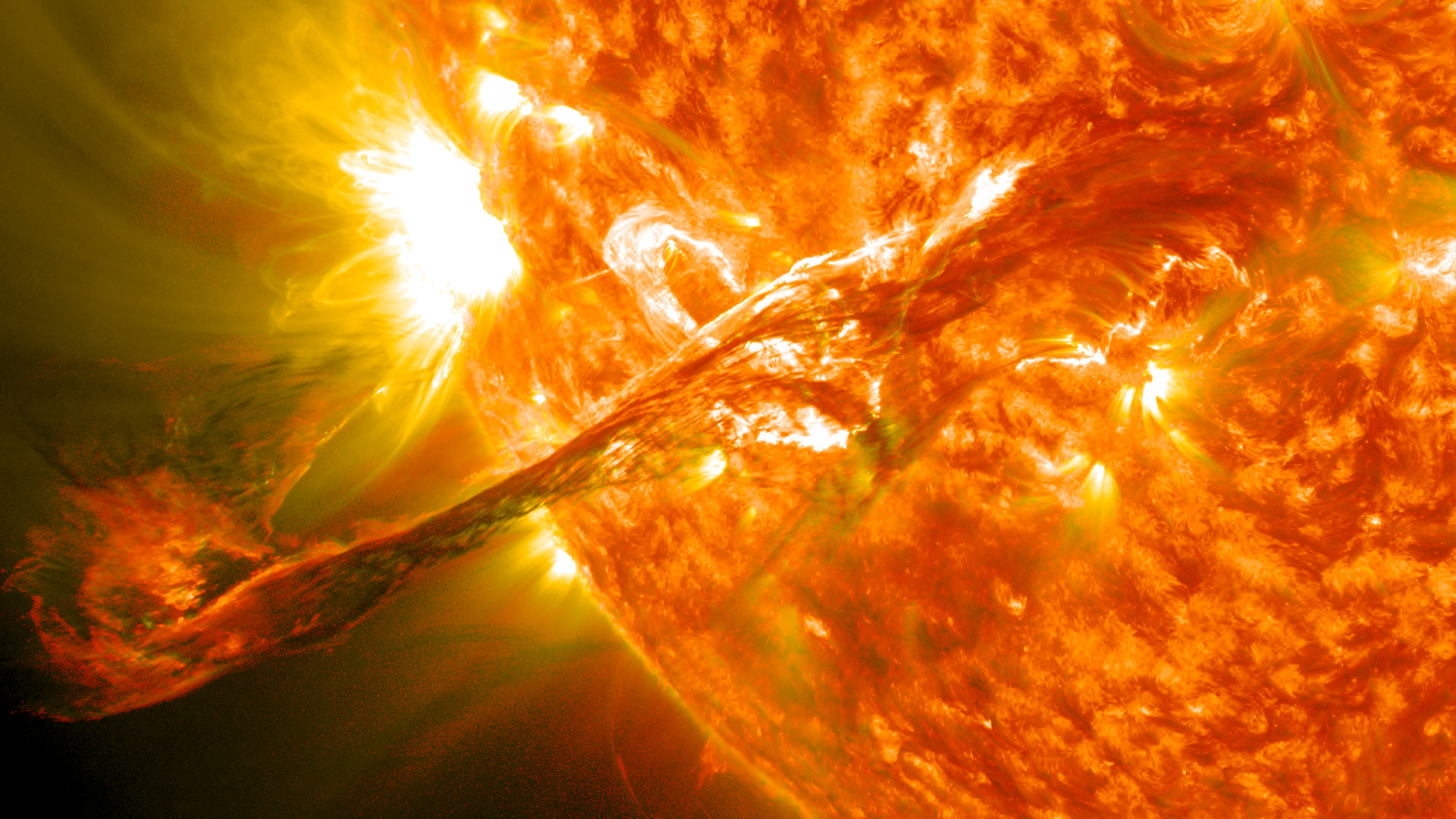
Em 31 de agosto de 2012 material que estava pairando a coroa solar entra em erupção em direção ao espaço e forma uma longa proeminência solar

Uma das missões solares mais importantes foi a sonda Solar and Heliospheric Observatory (SOHO), construída em conjunto pela Agência Espacial Europeia e pela NASA, e lançada em 2 de dezembro de 1995. Inicialmente planejada como uma missão de dois anos de duração, a sonda provou ser tão útil nos estudos do Sol que ainda está em operação. Localizada no ponto de Lagrange entre a Terra e o Sol (sendo o ponto de Lagrange a região onde a atração gravitacional da Terra e do Sol é exatamente igual), a SOHO forneceu uma vista constante do Sol em vários comprimentos de ondas desde o seu lançamento. Além de observar diretamente o Sol, a SOHO permitiu a descoberta de um grande número de cometas, a maior parte dos quais são pequenos cometas rasantes que evaporam em sua aproximação do Sol.
Todas essas espaçonaves observaram o Sol no plano da eclíptica e, consequentemente, apenas as regiões equatoriais foram exploradas em detalhes por estas espaçonaves. A sonda Ulysses foi lançada em 1990 para estudar as regiões polares do Sol, utilizando uma órbita significantemente inclinada em relação à eclíptica. Para atingir tal órbita, a Ulysses viajou até Júpiter, utilizando o planeta como uma catapulta gravitacional para alcançar a órbita necessária. Como a sonda Galileu, a Ulysses estava bem localizada para estudo o impacto do cometa Shoemaker-Levy 9 em Júpiter, em 1994. Quando a Ulysses alcançou a órbita planejada, a sonda iniciou os estudos do vento solar e da força do campo magnético em altas altitudes solares, descobrindo que o vento solar em altas latitudes era cerca de 750 km/s mais lento que o esperado, e que grandes ondas magnéticas emergiam em altas latitudes solares, com essas ondas espalhando raios cósmicos galácticos. Sua última comunicação com a Terra foi realizada em 30 de junho de 2009.

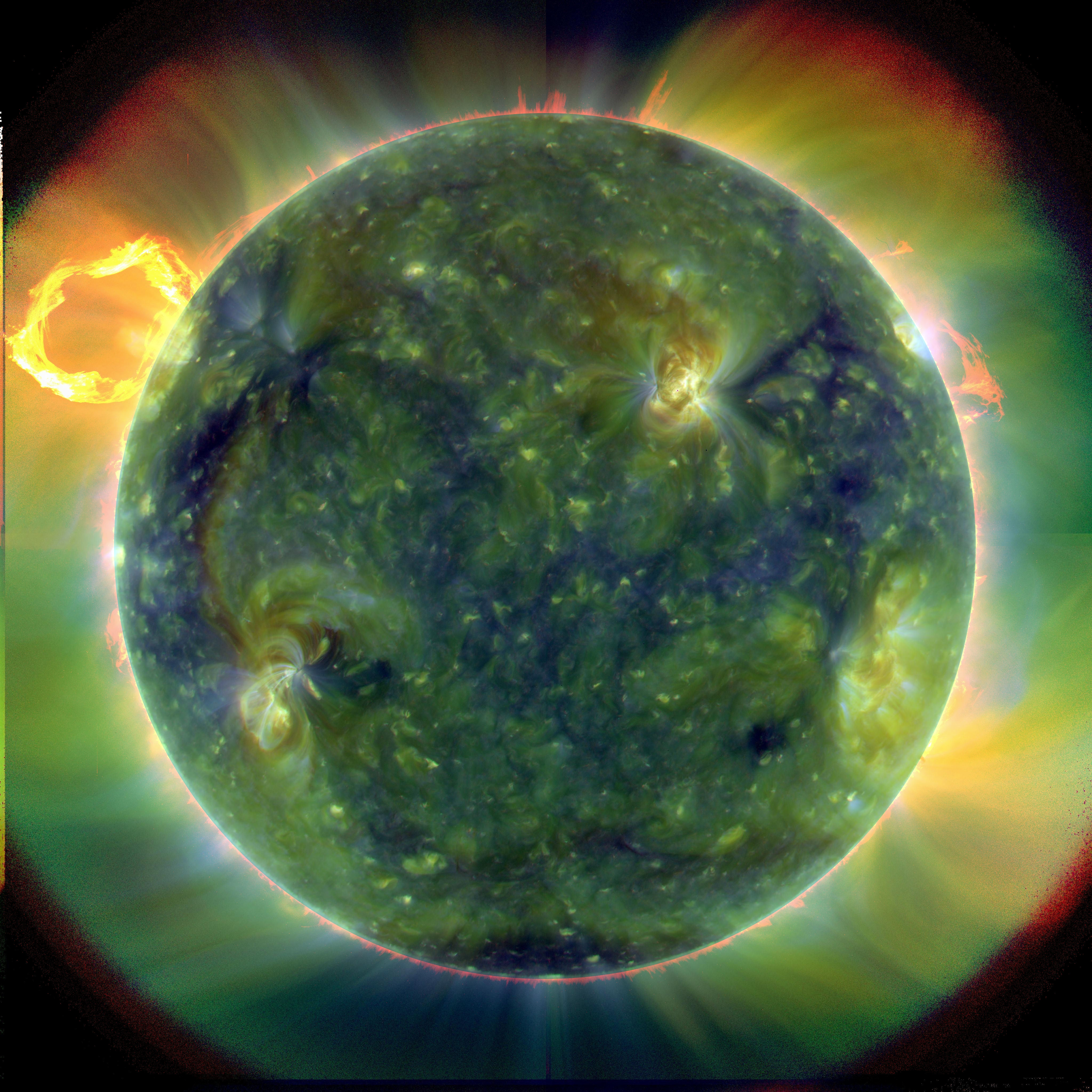
Imagem inédita da superfície do Sol feita pelo Solar Dynamics Observatory em abril de 2010

As abundâncias de elementos na fotosfera do Sol são bem conhecidas graças a estudos espectroscópicos, mas a composição do interior do Sol é menos definida. A sonda espacial Gênese foi uma sonda designada para coletar parcelas do vento solar, retornando o material coletado à Terra e, portanto, permitir que astrônomos estudassem diretamente a composição do material solar. Embora a Genesis tenha coletado material do vento solar com sucesso, em seu retorno à Terra, durante a reentrada atmosférica, o pára-quedas da espaçonave não abriu, com a sonda impactando o solo terrestre em alta velocidade. A sonda foi severamente danificada, mas algumas amostras foram recuperadas, estando presentemente analisados por cientistas.
As duas espaçonaves do programa Solar Terrestrial Relations Observatory (STEREO) foram lançadas em outubro de 2006. As espaçonaves idênticas foram lançadas em órbitas heliocêntricas, com a sonda A à frente da Terra no seu caminho orbital, e o satélite B, atrás da Terra, com ambas as sondas afastando da Terra (e entre si) nestas direções opostas. Tais órbitas permitem a observação estereoscópica do Sol e de fenômenos solares como ejeções de massa coronais.
Em 21 de abril de 2010, a NASA divulgou imagens inéditas da superfície do astro, enviadas pela sonda Solar Dynamics Observatory, lançada em fevereiro de 2010 e equipada com câmeras de alta definição e ultravioleta de última geração. A missão da SDO durará cinco anos e os cientistas acreditam que ela mudará completamente o entendimento que se tem hoje da estrela.
Em agosto de 2018 a NASA lançou a Parker Solar Probe, equipamento que tem como objetivo fazer observações e coletar dados do interior da coroa solar.

## Observação e efeitos em Terra
O Sol é muito brilhante, e olhar diretamente para o Sol a olho nu por curtos períodos de tempo pode ser dolorido, mas não é particularmente perigoso para olhos saudáveis e não-dilatados. Além de dor, olhar diretamente para o Sol causa fosfenos e cegueira temporária. A retina recebe 4 mW quando o Sol é diretamente observado a olho nu, levemente aquecendo-a, e podendo lesionar olhos que não respondem apropriadamente ao brilho excessivo. Radiação ultravioleta gradualmente faz com que as lentes dos olhos tornem-se amarelas com o tempo, e acredita-se que essa radiação contribua para a formação de cataratas, mas em ambos os casos isto é relacionado com exposição geral ao Sol e não com a ação de olhar diretamente ao Sol. Observações a olho nu do Sol de longa duração podem causar lesões na retina induzidas por raios ultravioleta, similares à queimaduras solares após 100 segundos de exposição direta, particularmente quando raios ultravioleta do Sol são intensos e bem focalizados. Pessoas com até 25 anos de idade, novos implantes de lentes (que permitem a entrada de mais raios ultravioleta dentro dos olhos do que lentes naturais envelhecidas), Sol em ângulos próximo ao zénite, e observações feitas em alta altitude, são todos fatores que aumentam a susceptibilidade de lesões em observações diretas a olho nu.

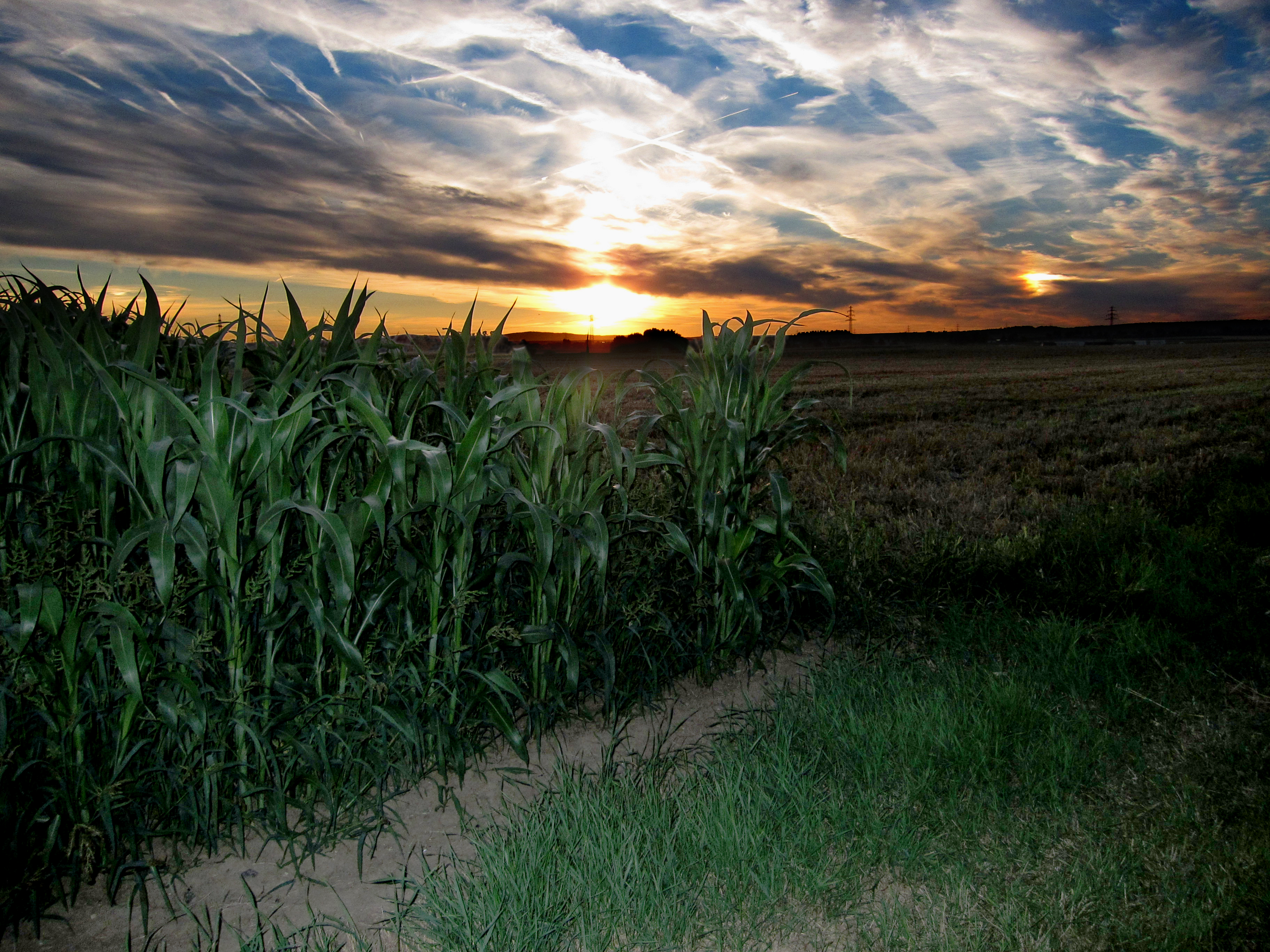
Halo com parélio

Observar o Sol utilizando instrumentos ópticos que concentram luz, tais como binóculos e telescópios, é uma atividade bastante perigosa sem um filtro bloqueador de radiação ultravioleta e que diminui significantemente o brilho solar. Um filtro de densidade neutra pode não filtrar raios ultravioleta e, portanto, observações com esses filtros são ainda perigosas. Filtros atenuantes para a observação solar devem ser feitos especificamente para este uso: alguns filtros improvisados não filtram raios ultravioleta ou infravermelhos, esses podendo machucar os olhos em alto brilho. Binóculos sem filtros podem aumentar em 500 vezes a quantidade de energia solar recebida pela retina, matando células desse tecido de forma quase instantânea; apesar da potência por unidade de área da imagem na retina ser a mesma, o calor não pode dissipar rápido o possível devido ao tamanho maior da imagem. Mesmo rápidas observações com binóculos sem filtros no meio-dia podem causar cegueira permanente.
A observação direta de eclipses solares parciais são perigosas porque as pupilas dos olhos não estão adaptadas ao grande contraste de brilho: a pupila dilata de acordo com a quantidade de luz total no campo de visão, não de acordo com o objeto mais brilhante no campo de visão. Durante eclipses parciais, a maior parte da luz solar é bloqueada pela Lua, passando à frente do Sol, mas as partes da fotosfera não cobertas pela Lua possuem o mesmo brilho de superfície do que durante um dia normal. A observação direta do Sol nessas circunstâncias aumenta o diâmetro da pupila de 2 mm para 6 mm, e nesse caso cada célula da retina exposta à luz solar recebe cerca de 10 vezes mais luz do que a observação do Sol em um dia normal, podendo lesionar ou matar essas células, resultando em manchas de cegueira permanente no campo de visão. O perigo não é imediatamente percebido por observadores inexperientes e crianças devido à ausência de dor, com os observadores não notando de imediato que sua visão está sendo destruída. Os mesmos princípios aplicam-se para eclipses totais do Sol, com exceção da fase de totalidade, embora esta fase seja de curta duração, e observação direta nesta fase deve ser realizada com cuidado.

Vista a partir da superfície terrestre do nascer do Sol

Durante o nascer do Sol e o pôr-do-sol, a luz do Sol é atenuada devido à dispersão de Rayleigh e à dispersão de Mie, através de uma passagem particularmente longa na atmosfera terrestre, e condições atmosféricas tais como neblina, altas quantidades de pó na atmosfera e alta umidade atmosférica também podem diminuir o brilho do Sol em pleno dia. Nestes períodos, a intensidade do Sol pode diminuir o suficiente para ser visto confortavelmente a olho nu ou sem perigo utilizando instrumentos ópticos (desde que não haja risco de uma repentina mudança nas condições atmosféricas, tal como o Sol aparecendo de repente entre um espaço entre nuvens).
Um raro fenômeno óptico que pode ocorrer logo após o nascer do Sol, ou antes do pôr-do-sol, que é conhecido como brilho verde. O brilho é causado pela luz do Sol, esse estando um pouco abaixo do horizonte, sendo refracionada em direção ao observador, geralmente através de inversão térmica. A refração de luz de comprimento de ondas menores (violeta, azul e verde) é maior do que aquela que ocorre em luz de comprimento de ondas maiores (amarelo, laranja e vermelho). As luzes violeta e azul dispersam-se mais do que a luz verde, fazendo com que a luz observada seja vista como verde.
A luz ultravioleta do Sol possui propriedades anti-sépticas, e pode ser utilizada no saneamento de objetos e água. Raios ultravioleta possuem um papel importante na produção de vitamina D no corpo humano, embora em excesso causem queimaduras solares. A luz ultravioleta é fortemente atenuada pela camada de ozônio, e portanto a quantidade de luz ultravioleta varia bastante com a latitude, sendo parcialmente responsável por várias adaptações biológicas em seres vivos, incluindo variações da cor da pele humana em várias regiões da Terra.

## O Sol na cultura humana

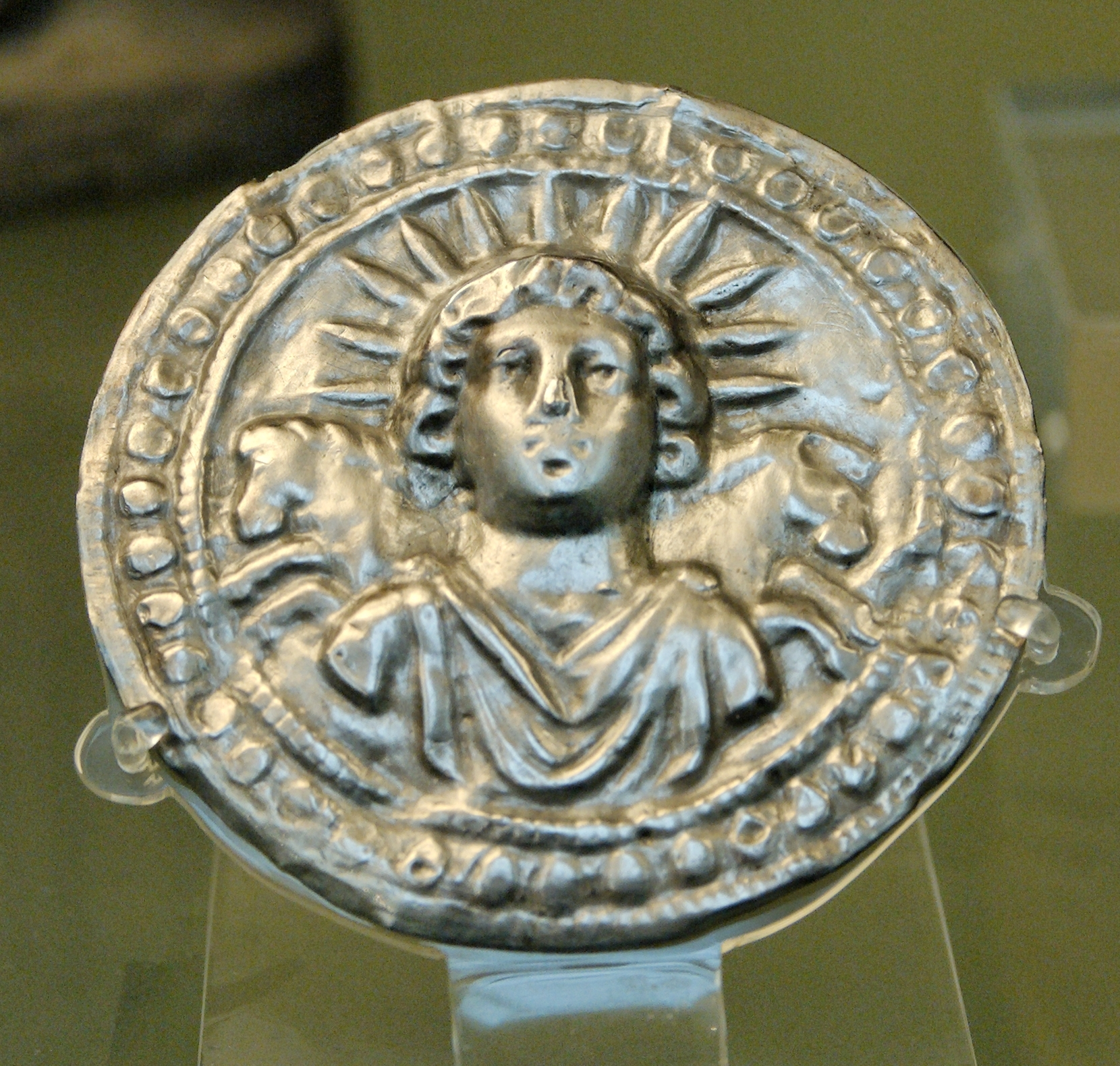
Disco dedicado ao Sol Invicto

Como outros fenômenos naturais, o Sol foi um objeto de veneração em várias culturas ao longo da história da humanidade, sendo a origem da palavra domingo em vários idiomas. A origem da palavra "Sol" nos idiomas românicos e anglo-saxônicas provém do protoindo-europeu, um antigo ancestral dos atuais idiomas indo-europeus, sendo utilizada há pelo menos cerca de três milênios, não possuindo nenhum significado cultural, sendo utilizada apenas para descrever a fonte de luz do céu durante o dia. "Sol" é o nome moderno da estrela em vários idiomas além do português, tais como espanhol, catalão, galego. A moeda do Peru, o sol novo, foi assim chamada em homenagem ao Sol (em castelhano), bem como seus antecessores, o Inti (em quechua, além de ser o Deus solar da civilização Inca) e o sol antigo. Em persa, "sol" significa "ano solar".
O Sol não possui um nome oficial, de acordo com a União Astronômica Internacional, o órgão responsável pela nomeação de corpos celestes. Por exemplo, Sol em inglês pode ser "Sun" ou "Sol". Embora essa última forma seja aceita em inglês, não é comumente utilizada. O adjetivo do Sol é "solar".
No leste da Ásia, o Sol é escrito pelo caractere 日 (mandarim rì ou japonês nichi) ou 太陽, no chinês tradicional e japonês; ou 太阳, no chinês simplificado (pinyin tài yáng ou japonês taiyō). Em vietnamita, esses caracteres são pronunciados nhật e dương, respectivamente, enquanto que a palavra vietnmanita nativa mặt trời significa "face do céus". A Lua e o Sol são associados com o yin-yang, onde a Lua representa "yin" e o Sol representa "yang", representando opostos dinâmicos.

## Leia mais
- Thompson, M.J. (2004). «Solar interior: Helioseismology and the Sun's interior». Astronomy and Geophysics. 45 (4): 21-25